# Adolfo Wildt
Adolfo Wildt (Milano, 1º marzo 1868 – Milano, 12 marzo 1931) è stato uno scultore, disegnatore e medaglista italiano, membro dell'Accademia d'Italia dal marzo 1929.
Considerato da numerosi studiosi di storia dell'arte artista di grande levatura, fu progressivamente oscurato nel dopoguerra, per essere rivalutato dagli anni '80.

## Biografia
Nato in una famiglia di origini svizzere ma milanese da duecento anni, è il primogenito dei sei figli di Adamo, portinaio a Palazzo Marino, mentre il nome della madre è ignoto. Wildt arriva alla terza elementare serale. A nove anni è garzone da un barbiere, poi da un orafo e in seguito da un artigiano marmista. A undici anni entra nella bottega dello scultore Giuseppe Grandi, dove svolge mansioni di fatica. Dal 1888 lavora in cooperativa con l'appuntatore Franzi per i suoi noti scultori lombardi, Butti, Alberti, Bezzola, Quadrelli, Argenti, Ripamonti. Abita in via Mercato. Segue a Brera la Scuola Superiore d'Arte Applicata, prepara studiando da solo l'esame di Anatomia, che supera facilmente. Frequenta nell'anno 1885-1886 il corso accademico di Disegno e Figura.

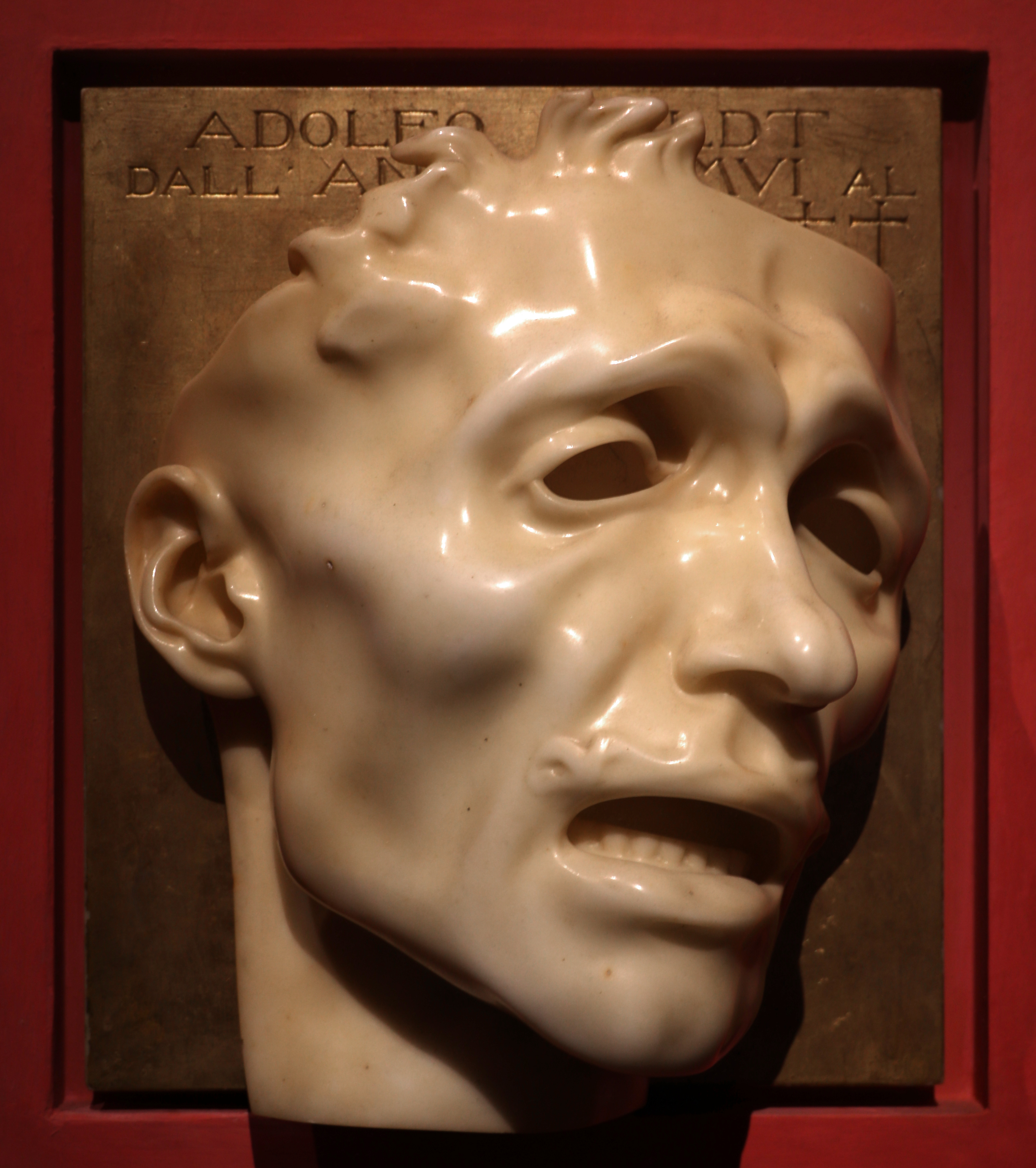
La Maschera del dolore (autoritratto) (1909, Uffizi)

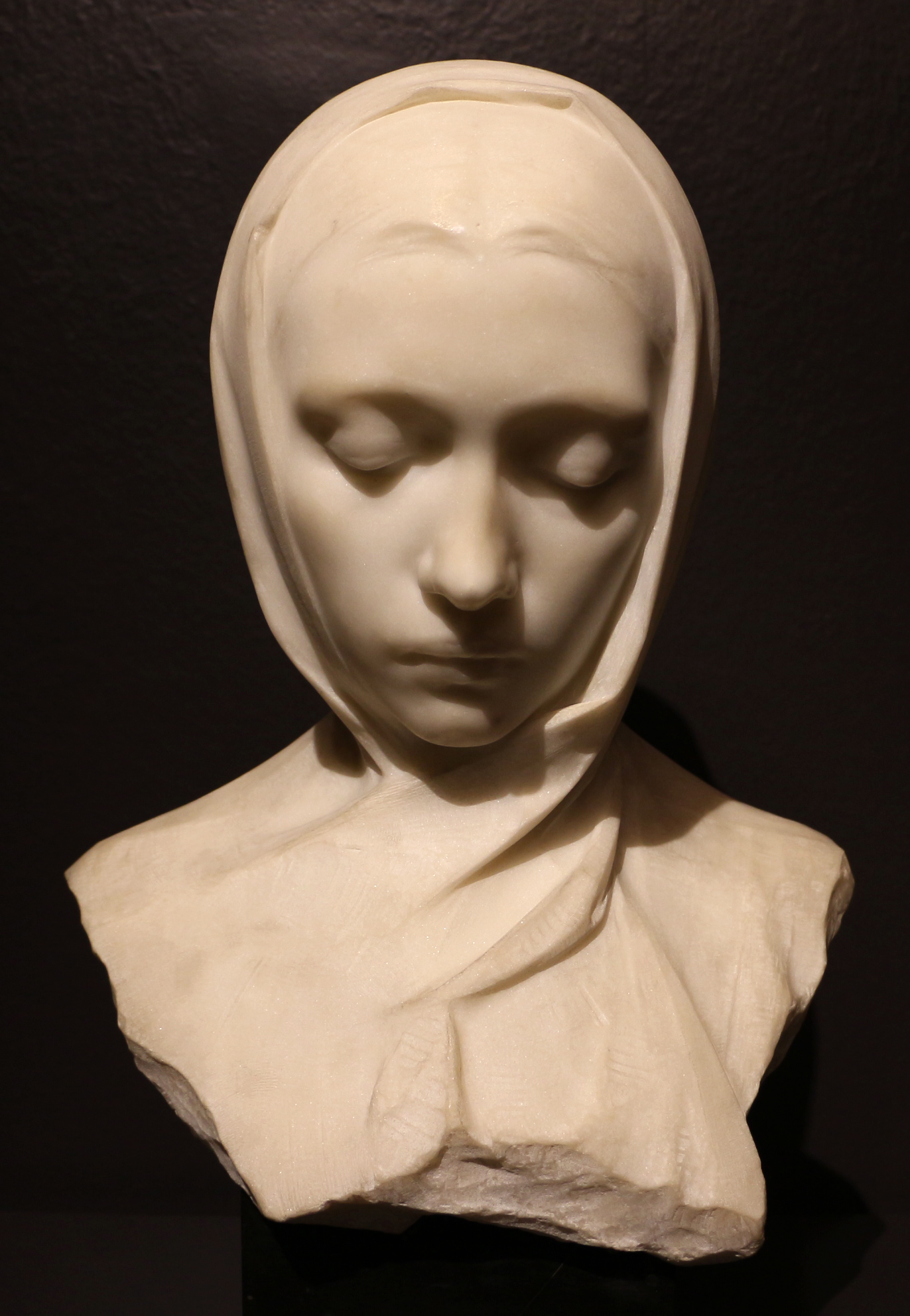
Adolfo Wildt, Vedova (Atte),1893-94, marmo, 23x42x31, (Roma, Galleria Nazionale d'Arte Moderna)

Nel 1891 sposa Dina Borghi da cui nascerà la primogenita Artemia nel 1892. Realizza La Vedova nel 1892, ritratto della moglie, esposto alla Società d'Arte Moderna di Roma nel 1894. Quest'opera è nota anche come Atte, liberta di Nerone che gli resta fedele anche dopo la di lui morte, e rappresenta, come il successivo Autoritratto, una testimonianza del carattere tormentato dell'artista che rappresenta la giovane moglie nelle vesti di vedova, concretizzando così la sua paura della morte. Nello stesso anno incontra il collezionista d'arte tedesco Franz Rose al quale resta legato per diciotto anni e grazie a cui ottenne la sicurezza economica e lavorativa, assicurandogli il primo esemplare di ogni scultura in cambio di uno stipendio annuo di quattromila lire. Medita la Bibbia e la Commedia di Dante. Nascono i figli Francesco (1896) e Alma (1899). 
Partecipa episodicamente a mostre milanesi (1895, Annuale alla Società per le Belle Arti; 1900, IV Triennale di Brera; 1906, Esposizione Permanente), mentre più spesso espone in Europa, a Monaco di Baviera (1895; 1896; 1900; 1902; 1903; 1907), Zurigo (1895), Berlino (1900), Dresda (1904). Conosce l'ambiente secessionista, lo interessano le opere di Adolf Von Hildebrand e Auguste Rodin. Si lega d'amicizia con Albert Welti, col quale intrattiene un fitto epistolario. In questo periodo lavora esclusivamente per una committenza tedesca: oltre a Franz, Ernst, Frieda e Carl von Rose, Garré di Bonn, Bardt e Messtorff di Amburgo. Manda in Germania più di cinquanta opere in marmo. È segnalato dalla stampa e sostenuto dagli storici von Bieberstein ed Ehrenberg. 
Dal 1900 opera in un grande laboratorio in Corso Garibaldi 97 a Milano, ma attraversa dal 1906 al 1909 una grave crisi d'arte e di coscienza che si conclude con l'esecuzione della Maschera del Dolore e con l'aprirsi della fase più violentemente espressionistica della sua poetica. In quel periodo distrugge o mutila diverse sue opere. 

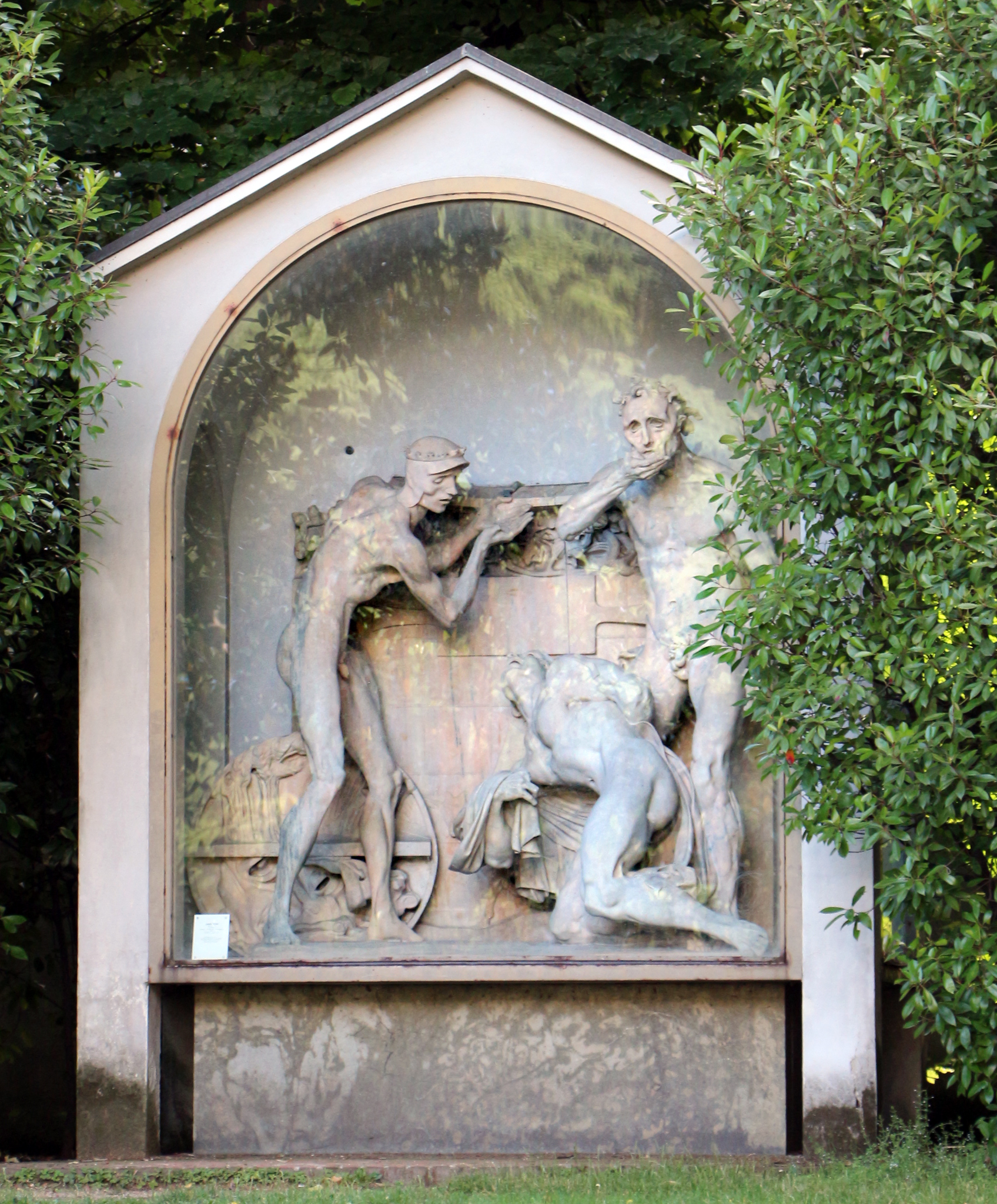
Adolfo Wildt, Il Santo, il Giovane, la Saggezza (Trilogia; Fontana della vita), 1912, marmo di Candoglia; 268x250x120 cm, Milano, Galleria d'Arte Moderna, dono eredi Rose,1913

Lavora dal 1900 per dodici anni a una monumentale fontana con tre figure da collocare nella nuova ala del palazzo di Dolhaü che Huber-Feldkirch andava progettando per Rose. Parte di questa fontana doveva essere un gruppo di tre figure chiamato I Beventi. Una prima versione di questo gruppo di tre statue del 1906 non soddisfa l'artista che la distrugge e si rimette al lavoro. L'opera che deriva da questa ulteriore fase lavorativa viene esposta con il titolo Il Santo, il Giovane e la Saggezza alla Triennale di Brera del 1912. Chiamata anche la Trilogia, vince il premio Principe Umberto, primo riconoscimento ottenuto dall'artista in Italia, ma nei giorni stessi dell'esposizione Franz Rose muore e l'opera viene ereditata dal fratello Carl. Portata al Glaspalast di Monaco a spese della famiglia Rose, non incontra grande successo e viene quindi donata al Comune di Milano nel 1913. Wildt progetta un insieme architettonico per la sua collocazione ai giardini pubblici, ma prevale la proposta di destinarla a un palazzo in via di costruzione per l'Accademia di Belle Arti. Frattanto viene depositata in casse all'Arena Civica; durante la guerra sparisce il grande basamento in bronzo. Il tempo passato in esterno ha rovinato l'opera, in particolare la superficie. Attualmente si trova protetta da strutture apposite alla Galleria d'Arte Moderna di Milano.

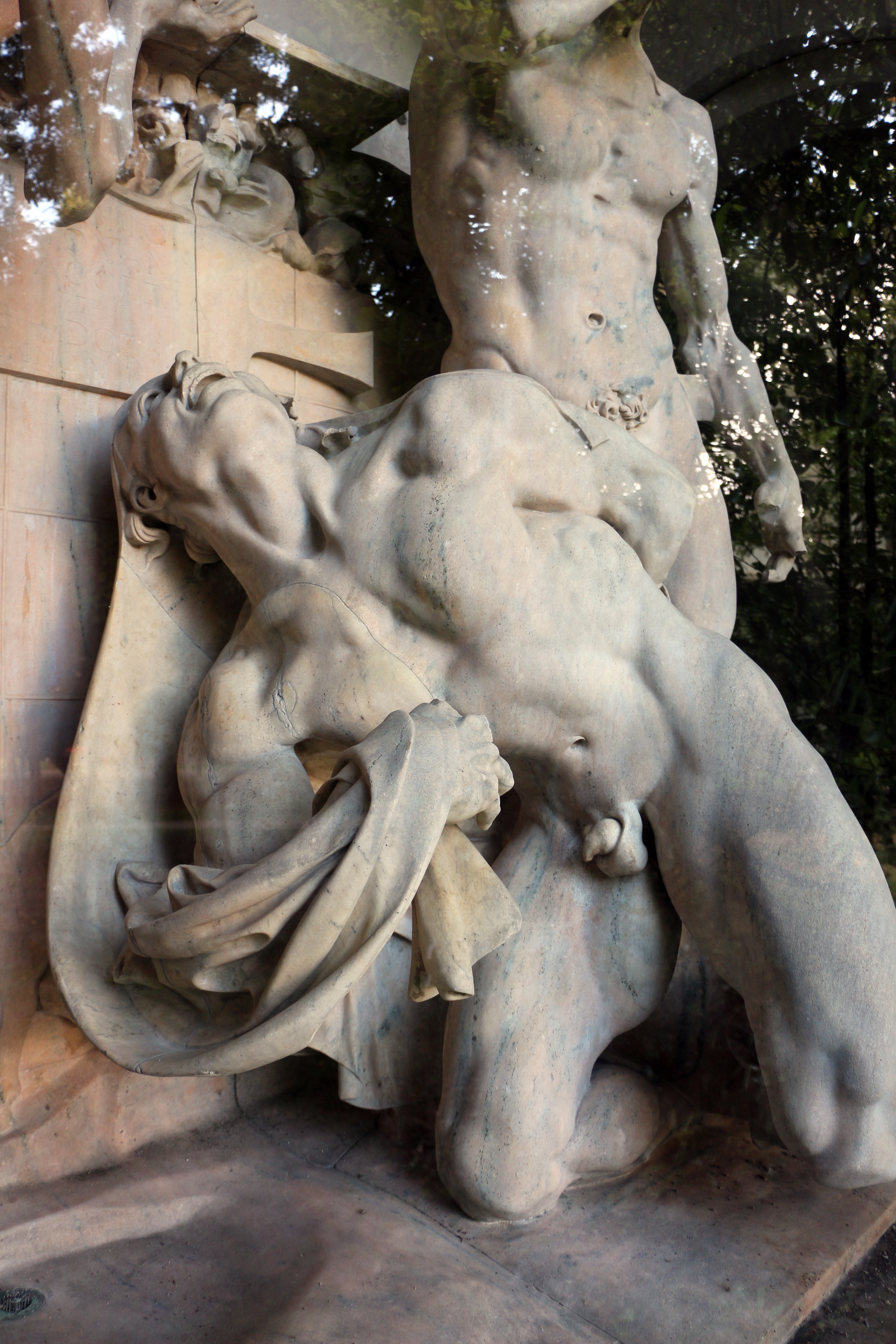
Trilogia: il Santo, il Giovane e la Saggezza, 1912 (dettaglio)

Nel 1914 Vir temporis acti è acquisito dal museo di Königsberg. Inizia la fortuna anche in patria. Wildt si lega d'amicizia con Vittore Grubicy de Dragon (1914) e Ugo Bernasconi (1915); avvicina Gaetano Previati; nel 1914 nasce il rapporto di profonda stima e affetto con Giovanni Scheiwiller, che nel 1917 sposerà la figlia Artemia. 
Partecipa a numerose esposizioni in varie città: Cremona (Mostra nel ridotto del teatro Ponchielli, febbraio 1914); Milano (Esposizione Nazionale di Brera, ottobre 1914); Roma (Personale alla 84ª Esposizione internazionale della Società degli Amatori e Cultori, marzo 1915); Milano (Mostra dell'autoritratto alla Famiglia Artistica, novembre 1916;  Esposizione d'arte degli alleati alla Permanente, dicembre 1916; Mostra del salvadanaio alla Galleria Pesaro; ottobre 1918; Nazionale di Brera; Annuale alla Famiglia Artistica dicembre 1918).
È sostenuto dai prestigiosi interventi critici di Raffaello Giolli, Bernasconi (1917) e Sarfatti (1918) ed è nel giurì d'assegnazione del premio Principe Umberto, tuttavia non ha alcun successo di vendita e riprende il mestiere di finitore di marmi. Durante la guerra si dedica a un'intensa attività grafica.
(Wildt, 1929)
L'anno prima con il successo dell'Augusto Solari alla Mostra del Salvadanaio, aveva conosciuto Giuseppe Chierichetti, facoltoso industriale e colto collezionista che gli avrebbe assicurato le commissioni della Vittoria (1919), dei Monumenti ai Caduti di Appiano Gentile e Valduggia (1920), del ricordo della figlia Mariuccia e del mausoleo di famiglia al Monumentale di Milano. Quest'ultima opera, nota come Edicola Chierichetti, non viene tuttavia ultimata: la mancanza di fondi da parte del committente non permette infatti a Wildt di portarne a termine la realizzazione. Alle sedici croci in marmo di Carrara che ornano il sepolcro dovevano infatti essere aggiunte venti figure sempre in marmo e un ritratto in onice e ferro battuto della moglie di Chierichetti, ma l'opera rimane incompiuta e oggi appare più come un'architettura di tipo razionalistico piuttosto che l'elaborato monumento immaginato dall'artista.
Elabora con Ettore Cozzani e Leonardo Bistolfi i termini del concorso per un Monumento al Fante sul San Michele del Carso: propone un'opera alta cento metri e bozzetti in gesso, di un frammento a grandezza naturale, alti cinque metri ma le proteste dei partecipanti portano al naufragio del progetto (1919). Con la personale alla Galleria Pesaro ottiene largo e definitivo successo. Ha l'appoggio di Vittorio Pica e Margherita Sarfatti. Espone a Torino, a Venezia (II Esposizione nazionale d'arte sacra, 1920), a Napoli (I Biennale, 1921), a Milano (Esposizione d'arte decorativa dell'Umanitaria, 1919; Galleria Pesaro, 1921; Bottega d Poesia, 1922), a Roma (I Biennale, 1921) e a Firenze (Fiorentina primaverile, 1922). Diventa una personalità al pari di Arturo Toscanini: D'Annunzio acquista il disegno La Musica e la Poesia (1920); L'Eroica gli consacra un volume sempre nel 1920.
Nel 1922 per i tipi di Modiano illustra con una serie di disegni la raccolta di versi Luce del poeta Walter Ottolenghi.
Si instaura il luogo critico dell'opposizione a Medardo Rosso e si consolida il parallelo, già avanzato nel 1915, con Gaetano Previati: alla morte di lui disegna la copertina dell'edizione nazionale delle sue opere con testo di D'Annunzio (1920). Sempre D'Annunzio, attraverso Federico Balestra, gli richiede un monumento da collocare a Fiume, sulla terrazza del Comando, che prevede un basamento di bronzo alto tre metri e una testa in marmo di duecentotrenta quintali: il progetto non sarà condotto a termine. Nel 1921 esce L'Arte del Marmo, per i tipi di Ulrico Hoepli e grazie al sostegno di Giuseppe Chierichetti.
Espone nel 1922 cinquanta opere alla XIII Biennale di Venezia, e ottiene il premio Città di Venezia con La Famiglia; ha il consenso di Margherita Sarfatti, ma stroncature da Soffici e Papini. È con Mezzanotte e Sommaruga nella commissione per il Monumento ai Caduti di Milano (1922). L'anno seguente, nel 1923, viene accolta nei locali di Brera la sua Scuola del Marmo, serale e gratuita. Nel 1926 è nel comitato direttivo della I Mostra del Novecento italiano. È insignito della commenda dell'Ordine della Corona d'Italia. Incarichi ufficiali sempre più gravosi infittiscono la rete dei rapporti con Tosi, Carrà.
All’Accademia di Brera nel 1926 ottiene la cattedra di plastica della figura. Tra i suoi allievi ha giovani destinati a diventare artisti famosi: Lucio Fontana, Fausto Melotti, Luigi Broggini e il meno noto Giuseppe Busuoli. Nel 1926 espone alla Biennale veneziana un colossale busto di papa Pio XI. Nel 1928 contribuisce, con tre busti, alla decorazione interna del Monumento alla Vittoria di Bolzano, su diretto incarico di Marcello Piacentini.

Nel marzo 1929 è scelto nel gruppo dei primi Accademici d'Italia nominati direttamente da Mussolini. Alla I Quadriennale di Roma del 1931 Wildt espone il colossale gesso alto sei metri del Parsifal, non accolto favorevolmente dalla critica dell'epoca. Wildt, infatti, aveva accentuato negli ultimi anni il suo "novecentismo" nordico, lontano dal classicismo di regime.

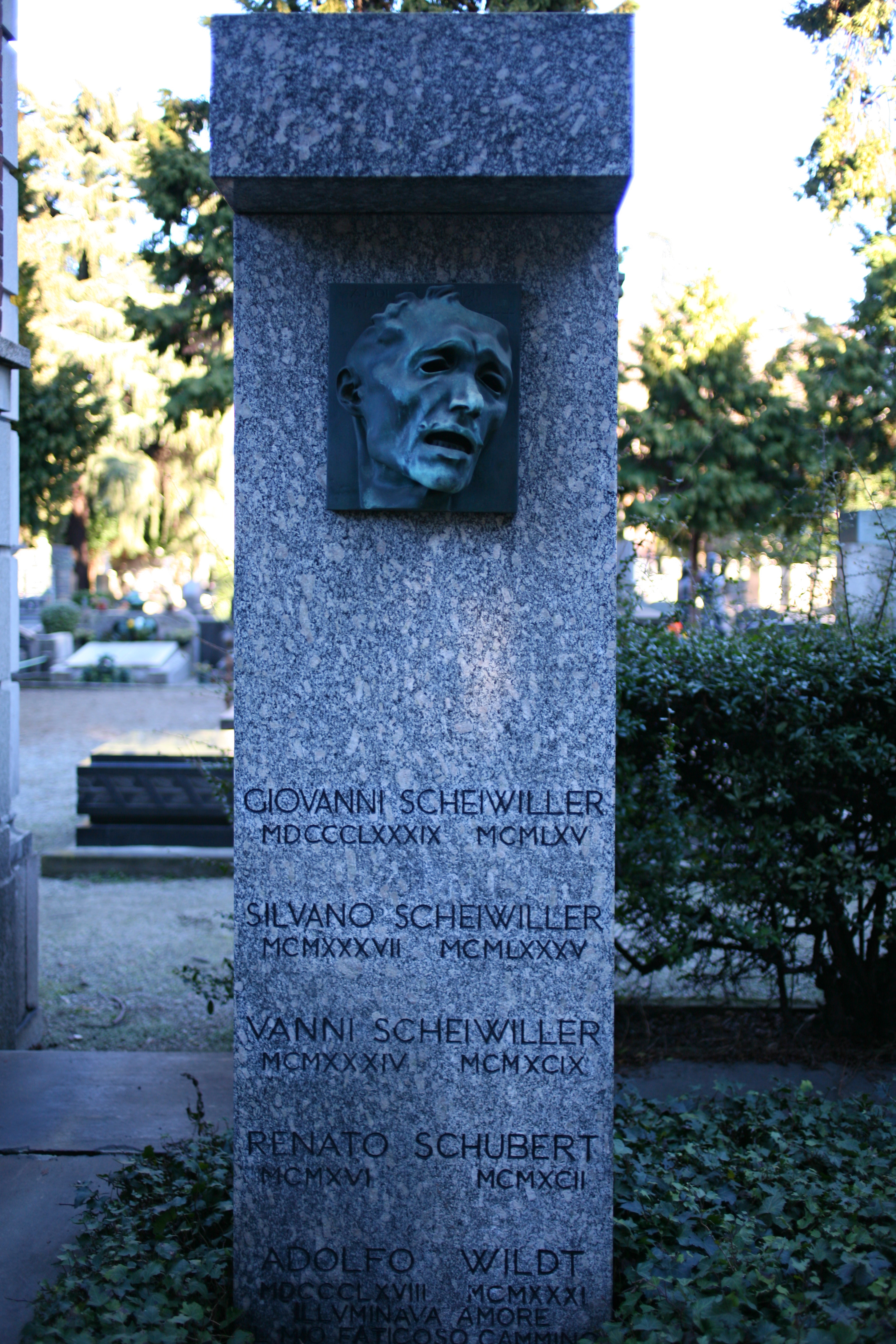
La tomba di Wildt al Monumentale di Milano

Wildt si spense improvvisamente il 12 marzo 1931 nella sua casa di via Pasquale Sottocorno a Milano in seguito a una broncopolmonite che lo aveva colpito durante una sua permanenza a Pavia; interessante, nella lettura critica all'opera del Wildt da parte dei suoi contemporanei, l'apertura dell'articolo che ne annunciava la scomparsa sul quotidiano La Stampa di Torino: «Non un grandissimo scultore, ma certamente un artefice insigne e nobile, una tempra raffinata di artista, una natura di esteta singolarmente vigile e intuitiva, ed un tecnico, infine, impareggiabile nella sua professione». Giudizio che in qualche modo verrà poi ribadito da Palma Bucarelli nell'edizione del 1937 dell'enciclopedia Treccani sopra ricordata.
La vicinanza dell'autore all'élite del fascismo e la posizione ricoperta nel mondo artistico dell'epoca valsero comunque alla famiglia di Wildt le condoglianze del Re, Vittorio Emanuele III, del Duce, del Presidente dell'Accademia d'Italia senatore Guglielmo Marconi e del Ministro dell'Educazione Nazionale Balbino Giuliano.
Wildt riposa al Cimitero Monumentale di Milano, in un semplice monumento disegnato da Giovanni Muzio nel 1931 e composto da due corte stele a forma di T; sulla stele di sinistra è una copia in bronzo dell'Autoritratto (Maschera del dolore) del 1909; la stele di destra reca una maschera in bronzo della moglie Dina Borghi, a lui premorta, alla base della quale è riportata l'incisione Fedele io qui lo attesi. Entrambe le maschere, opera del Wildt stesso, furono replicate tramite fusione dal figlio Francesco. Una seconda Maschera del dolore si trova presso l'Accademia di Brera, parte di una lapide commemorativa del Wildt posta nel 1937.

## L'arte di Wildt

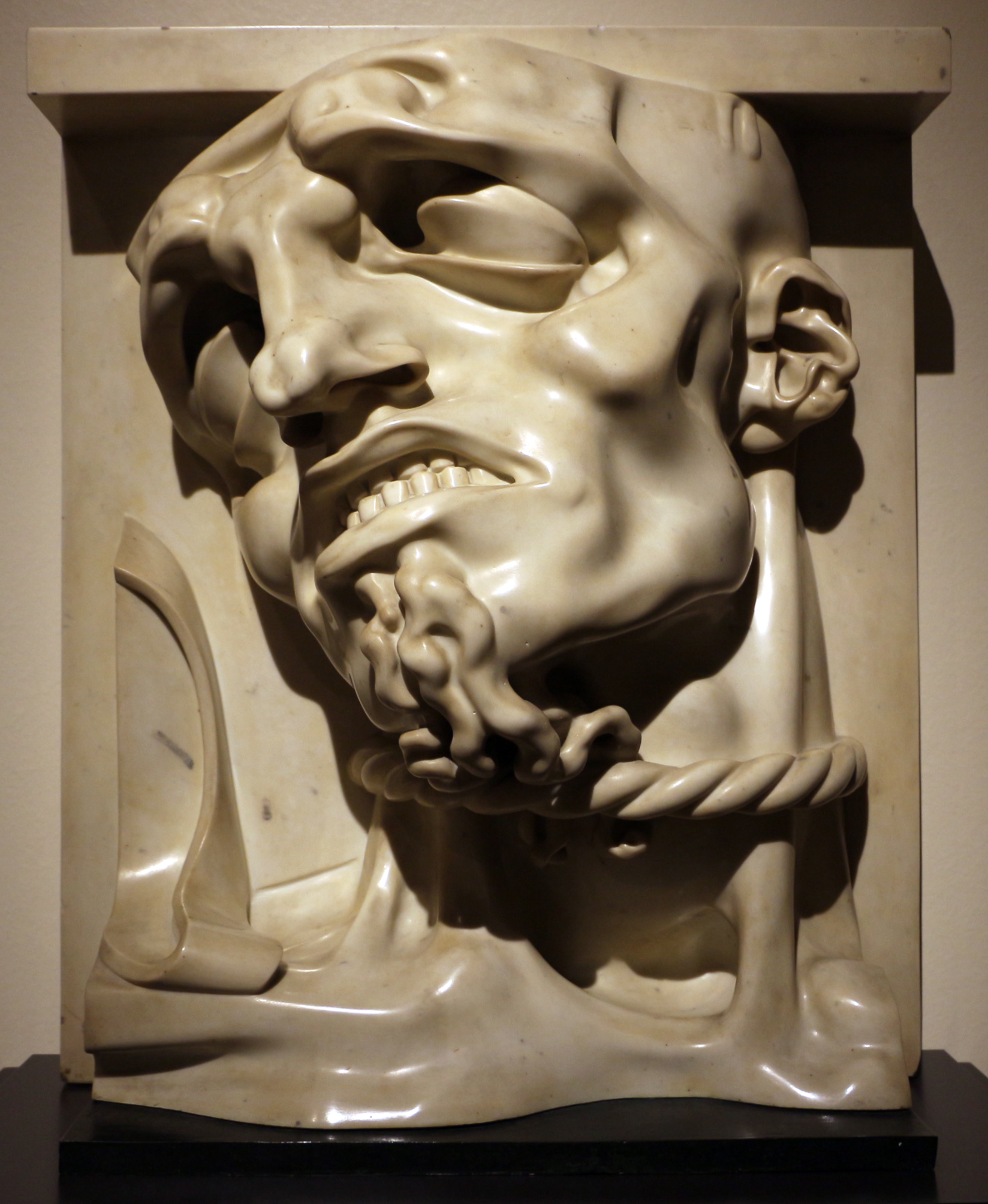
Il prigione, 1915

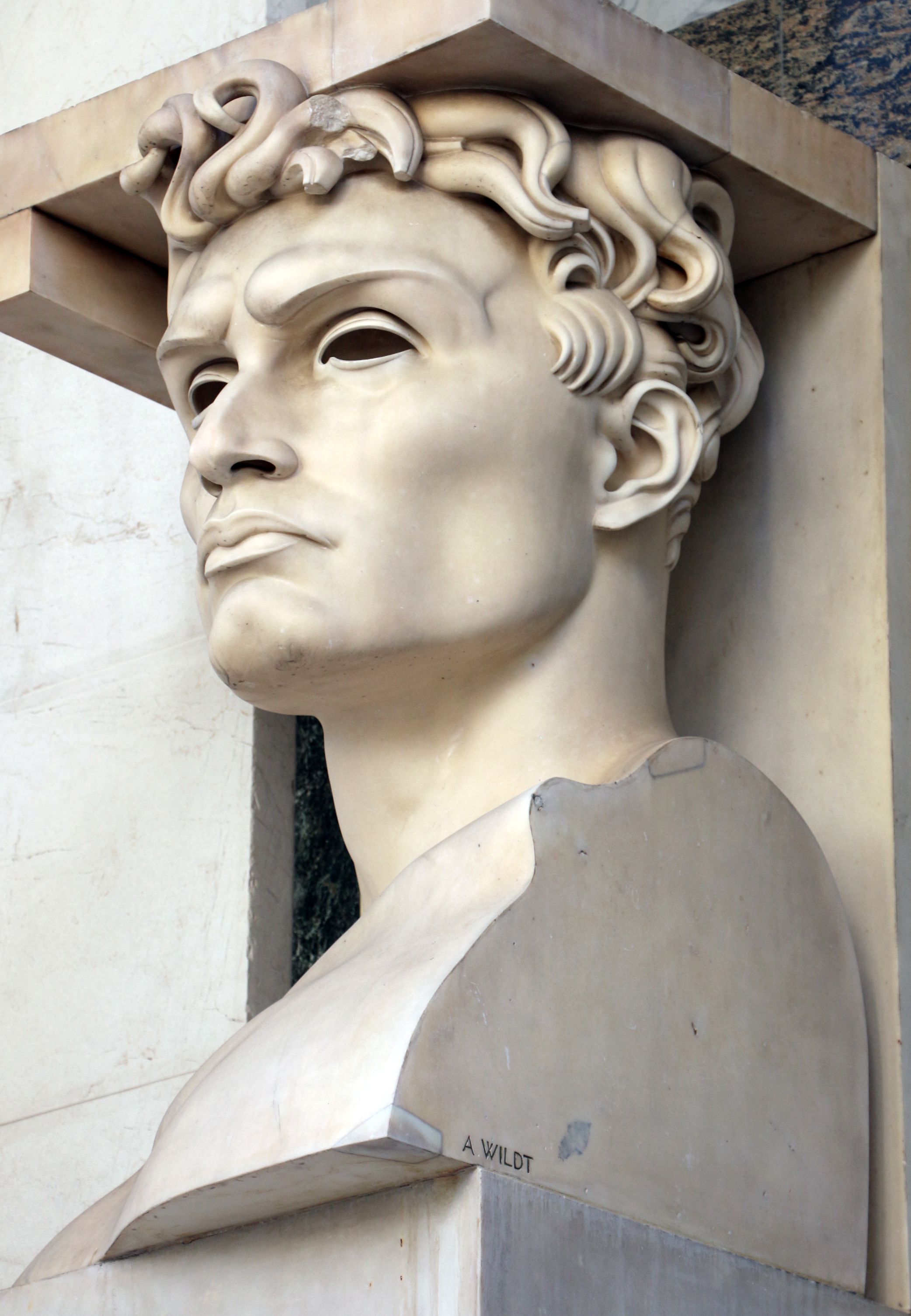
Fabio Filzi, monumento alla Vittoria, 1928 (Bolzano)

Partendo dal sottofondo romantico del tardo Ottocento, Wildt si dedicò all'arte di una scultura fortemente influenzata dalla Secessione e dall'Art Nouveau, caratterizzata da complessi simbolismi e da una definizione quasi gotica delle sue forme. L'estrema levigatezza delle superfici marmoree conferisce ai suoi busti una purezza assoluta ed un'integrità plastica che ha sempre cercato di conciliare con il sentimento drammatico di un'intensità quasi parossistica. Per questo, Wildt sta alle soglie dell'Espressionismo che si dimostra soprattutto nell'espressione dolente e sconvolta del suo Autoritratto del 1909.
Nella non sempre omogenea critica all'arte del Wildt, Palma Bucarelli sull'Enciclopedia Italiana nell'edizione del 1937 sottolinea un certo cerebralismo dell'artista.
Un corpus significativo di suoi lavori, grazie ad una donazione del marchese Raniero Paulucci di Calboli, che gli fu amico e mecenate, è presente nei Musei Civici di Forlì: Fulcieri Paulucci de' Calboli (1919), Santa Lucia (1926), San Francesco d'Assisi (1926), Maschera del dolore o Autoritratto (1908-1909), Lux (1920), La fontanella santa (1921), La Protezione dei bambini o Pargoli (1918). Nel 2012, la città di Forlì dedica a Wildt un'importante mostra, Adolfo Wildt. L'anima e le forme tra Michelangelo e Klimt, che è stata definita, in riferimento a questo artista, "la più grande mostra mai realizzata".
Fra i metodi di Wildt per ottenere la colorazione traslucida del marmo caratteristica delle sue opere vi era quello di ripassarlo con stracci imbevuti di urina umana che, con applicazioni più o meno ripetute, conferiva al marmo differenti toni di avorio, dal più nuovo al più antico; per i toni freddi-verdognoli, invece, il Wildt utilizzava ripassature effettuate con sterco fresco di cavallo. In alternativa era solito utilizzare una tintura ottenuta facendo bollire in acqua tabacco, bucce di cipolla rossa e zucchero. Un esercizio che sottoponeva ai suoi allievi era proprio quello della realizzazione di sfere di marmo o riproduzioni di uova, su cui far eseguire la lucidatura e patinatura con il metodo citato, descritto nel trattatello L'arte del marmo dato alle stampe dal Wildt stesso nel 1922.

### I busti di Benito Mussolini

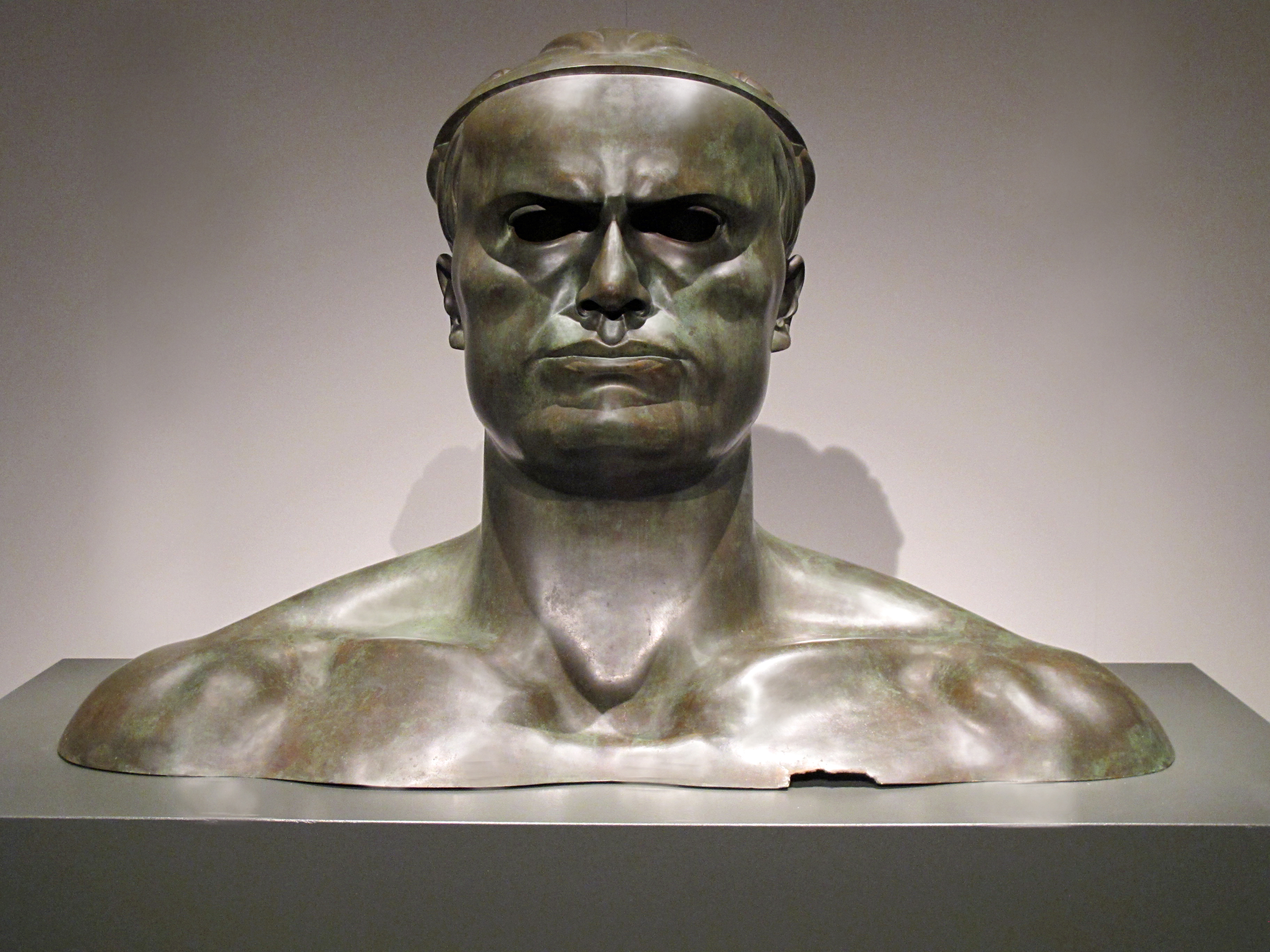
Il busto di Mussolini in bronzo

Wildt realizzò diverse copie in diversi materiali di busti raffiguranti Mussolini, il primo dei quali, in gesso, fu esposto la prima volta il 28 ottobre 1923, il giorno del primo anniversario della Marcia su Roma. 

Era di Wildt il famoso busto di Benito Mussolini che adornava la Casa del Fascio di Milano e la cui distruzione a colpi di piccone nell'aprile del 1945 rimane una delle immagini iconiche della fine del fascismo.

Altre varianti del busto sono conservate nei Musei civici d'Arte e Storia di Brescia (versione del 1923) e nella GAM di Milano (1924). Quest'ultima scultura si differenzia dalle altre in quanto non è un busto, bensì una maschera, realizzata in marmo di Carrara.

## Alcune opere

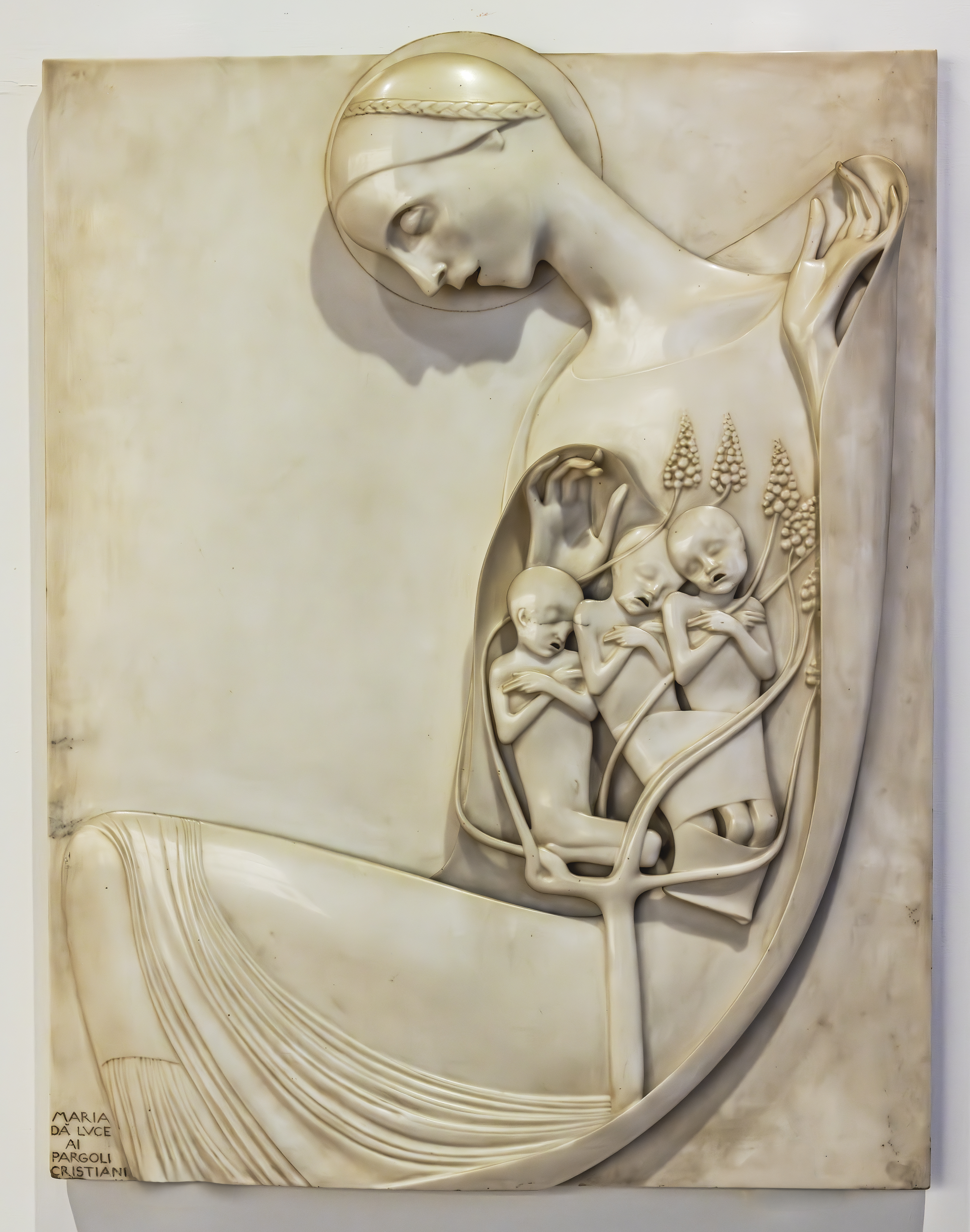
Maria dà luce ai pargoli cristiani, 1918, marmo, Galleria internazionale d'arte moderna (Venezia)

- Uomo che tace, 1900, presentata alla Quarta Esposizione Triennale del 1900
- Maschera del dolore (Autoritratto), 1909, Forlì, Musei Civici
- Il santo, il giovane e la saggezza, 1912, Villa Reale di Milano
- Un Rosario - MCMXV, 1915-17, collezione Galleria Daniela Balzaretti, Milano
- Madre adottiva, 1916-17, Venezia, Galleria Internazionale d'Arte Moderna e Contemporanea Ca' Pesaro esposta attualmente presso la Galleria d'arte moderna Achille Forti, Verona
- Maschera dell'idiota, 1918, Gardone Riviera, Fondazione II Vittoriale degli italiani
- La Concezione, 1921, in due esemplari, collezione privata e Museo nazionale della scienza e della tecnologia Leonardo da Vinci di Milano[17]
- Monumento ai caduti di Appiano Gentile, 1921
- Edicola Chierichetti, 1921, Cimitero Monumentale di Milano
- Maschera di Mussolini, 1924, GAM di Milano
- Pio XI, 1926, Musei Vaticani (Collezione d'arte religiosa moderna)[18]
- Sant'Ambrogio, 1928, Milano, Tempio della Vittoria
- Et Ultra, 1929, Milano, Cimitero Monumentale, Edicola Korner
- Margherita Sarfatti, 1930, Collezione privata
- Il puro folle, 1930, visibile a Villa Necchi Campiglio, Milano proprietà Fai

## Pubblicazioni
- Adolfo Wildt, L'arte del marmo, Milano, Ulrico Hoepli Editore, 1922. URL consultato il 26 gennaio 2016. (Seconda edizione). La prima edizione de "L'arte del marmo" risale al 1921 pubblicata sempre da Hoepli Editore.

## Esposizioni
- "Mostra dei disegni simbolisti di Adolfo Wildt", Salone Napoleonico dell'Accademia di Brera, Milano, 1968
- "Disegni di Adolfo Wildt", Galleria dei Bibliofili, Milano, 12 ottobre - 16 novembre 1972
- "Wildt", Galleria Narciso, Torino, 21 novembre - 22 dicembre 1973
- "Wildt", Galleria Gian Ferrari, Milano, ottobre-dicembre 1988
- "Adolfo Wildt 1868-1931", Galleria d'Arte Moderna e Contemporanea di Ca' Pesaro, Venezia, 8 dicembre 1989 - 4 marzo 1990
- "Adolfo Wildt. Ein italienischer Bildhauer des Symbolismus", Mathildenhöhe, Darmstadt, 25 marzo - 17 giugno 1990
- "Adolfo Wildt e i suoi allievi. Fontana, Melotti, Broggini e gli altri", Palazzo Martinengo, Brescia, 23 gennaio - 25 aprile 2000
- "Wildt a Forlì. La scultura dell'anima", Palazzo Albertini, Forlì, 30 aprile - 25 giugno 2000
- "Anima Mundi. I marmi di Adolfo Wildt", Museo Civico Floriano Bodini, Gemonio, 15 luglio - 28 ottobre 2007
- "Wildt, l'anima e la forma da Michelangelo a Klimt", Musei di San Domenico, Forlì, 28 gennaio 2012 - 24 giugno 2012
- "Adolfo Wildt (1868-1931), le dernier symboliste", Musée de l'Orangerie, Parigi, 15 aprile - 13 luglio 2015
- “Adolfo Wildt (1868-1931). L'ultimo simbolista”, Galleria d'arte moderna di Milano, 27 novembre 2015 - 14 febbraio 2016

## Galleria cronologica di alcune opere

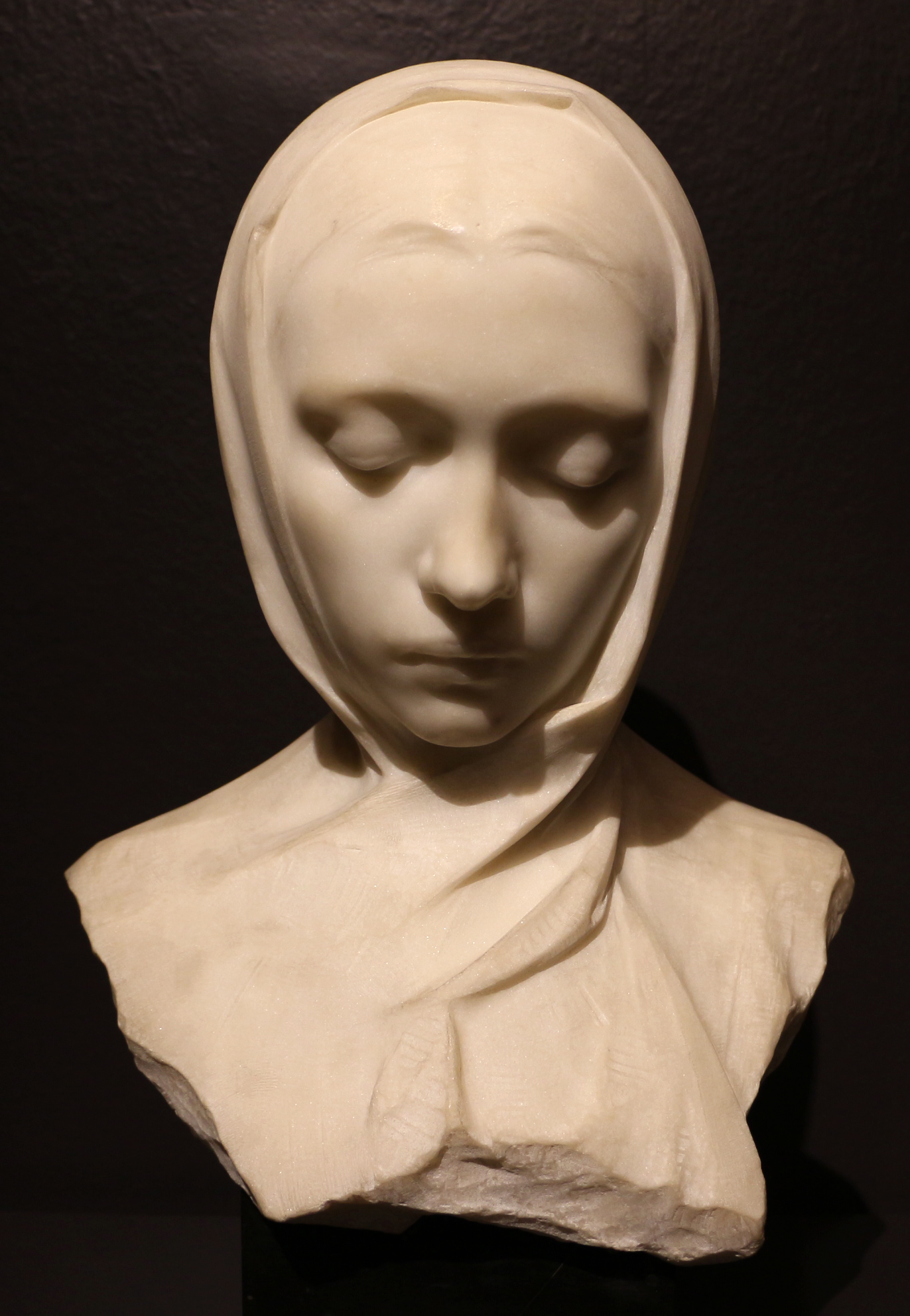
Vedova (Atte) (1892)
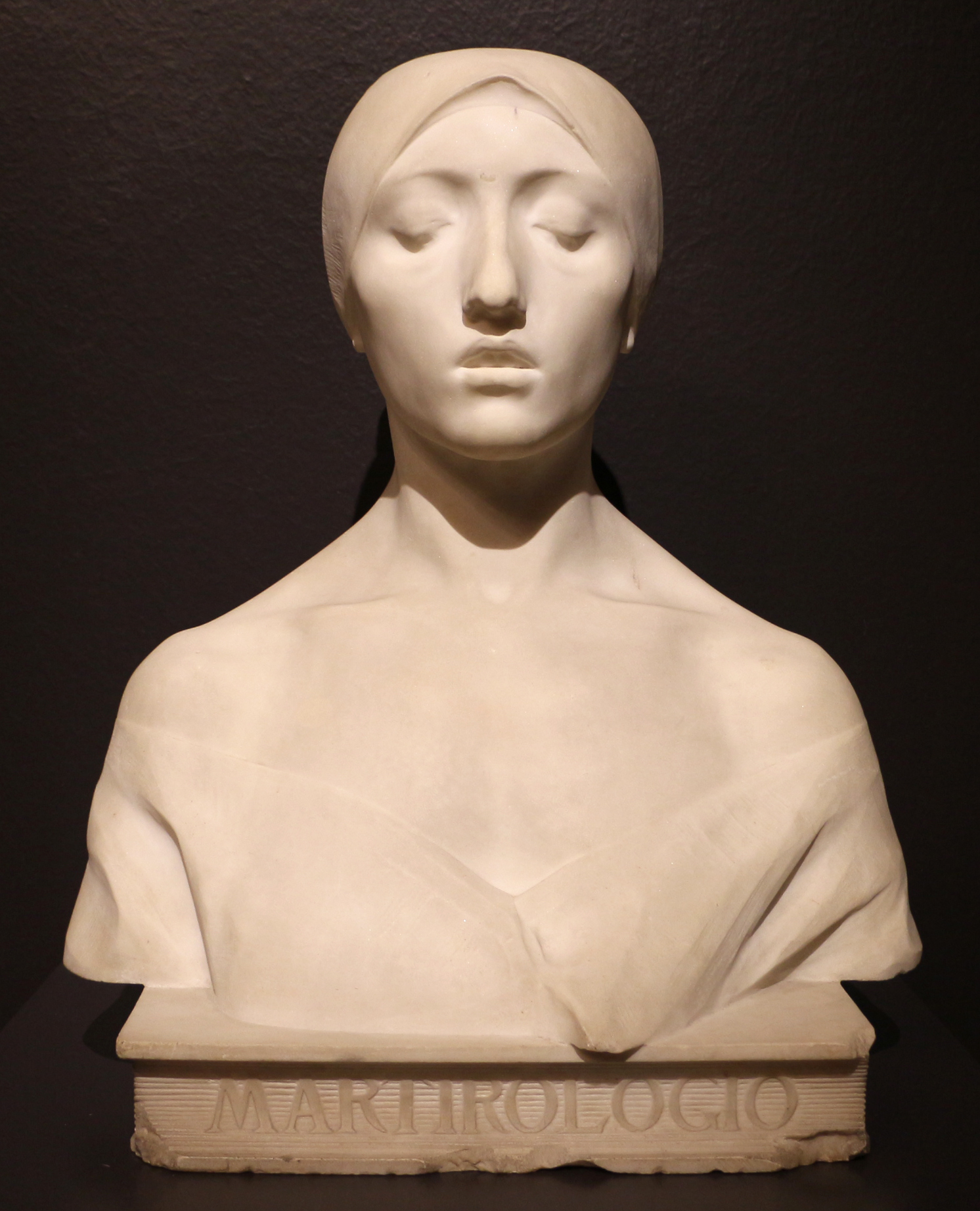
Martire (Martirologio) (1894)
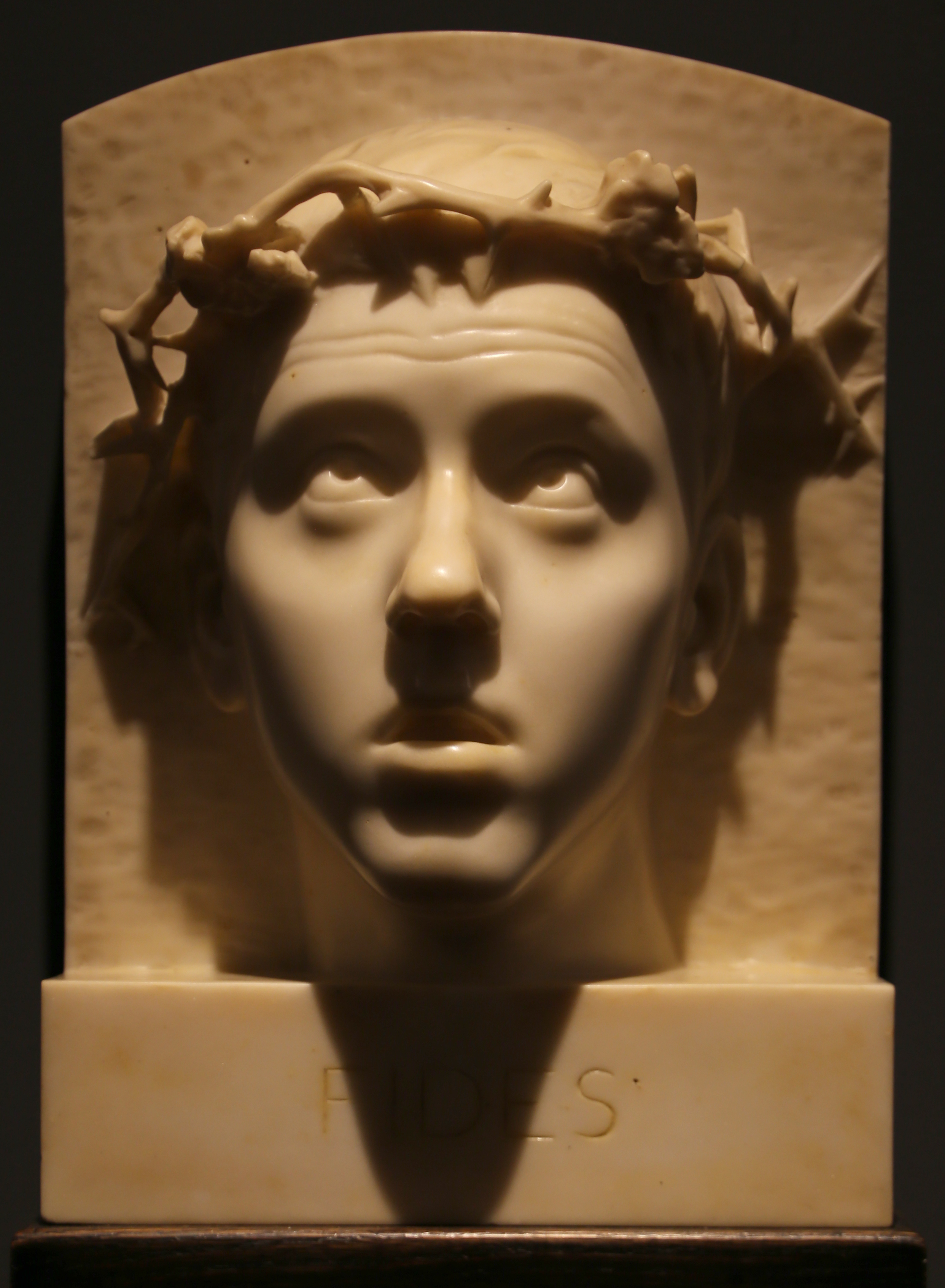
Fides (1906)
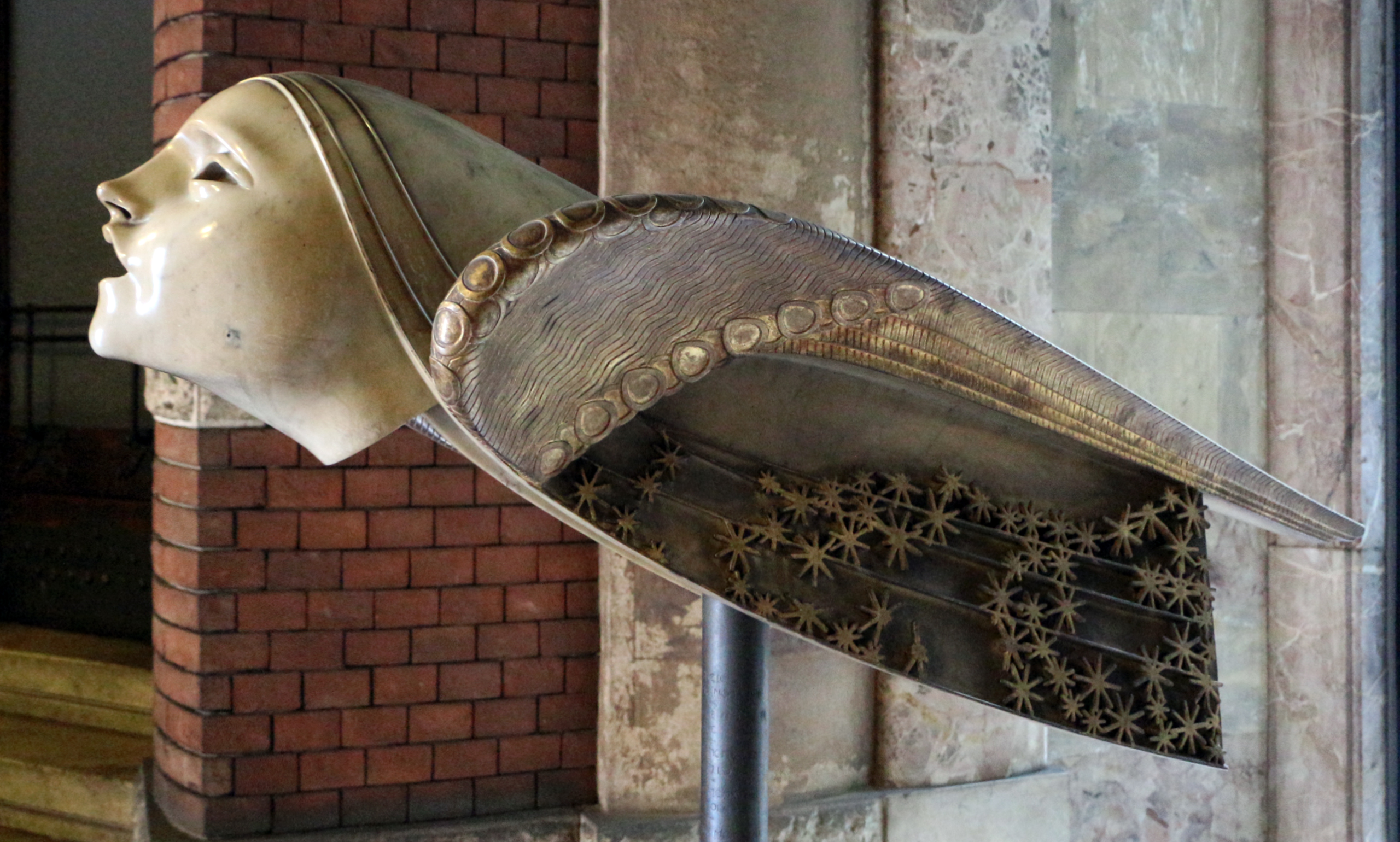
Vittoria alata (1911-1913)
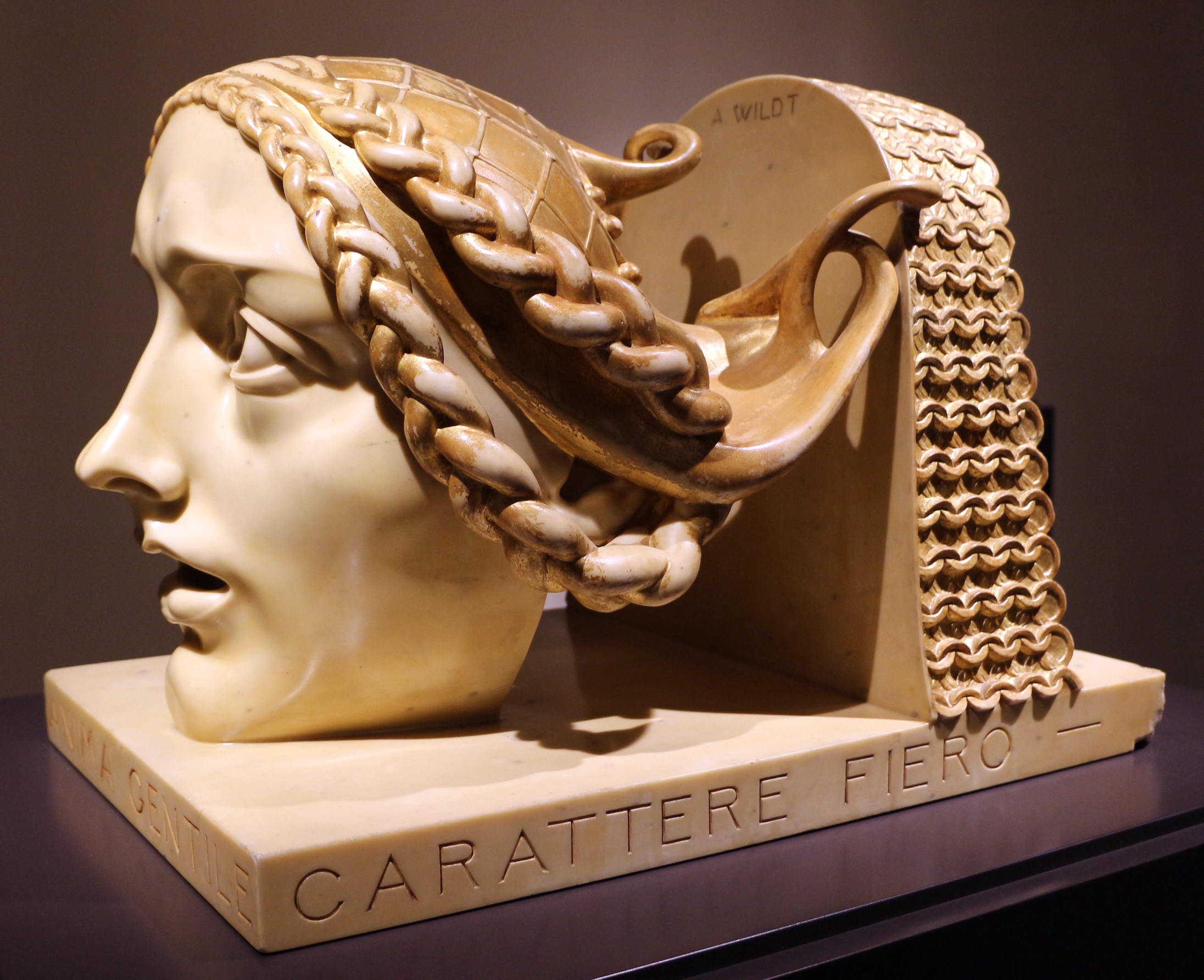
Carattere fiero-Anima gentile (1912)
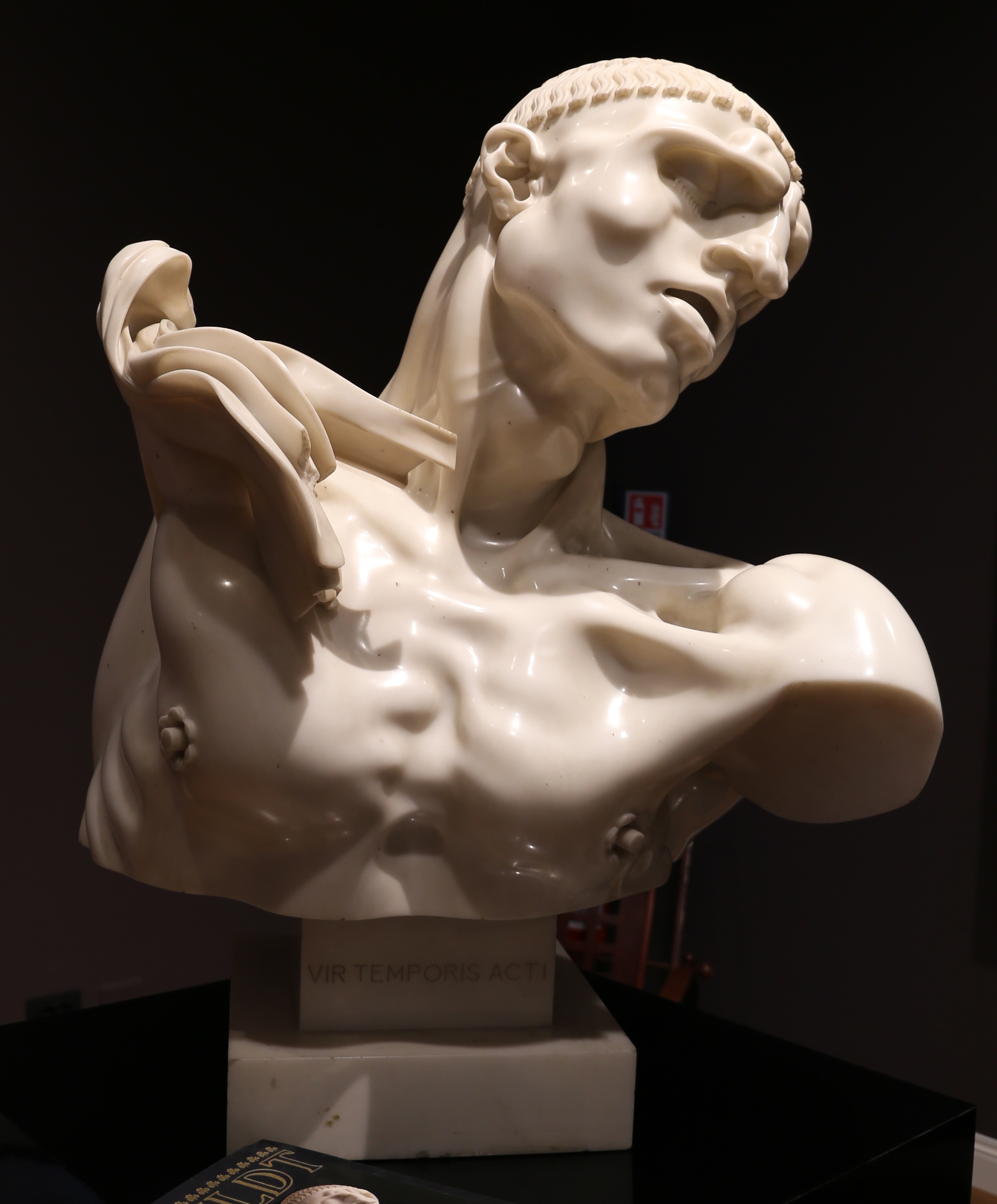
Vir temporis acti (Uomo antico) (1913)
Franz Rose (1913)
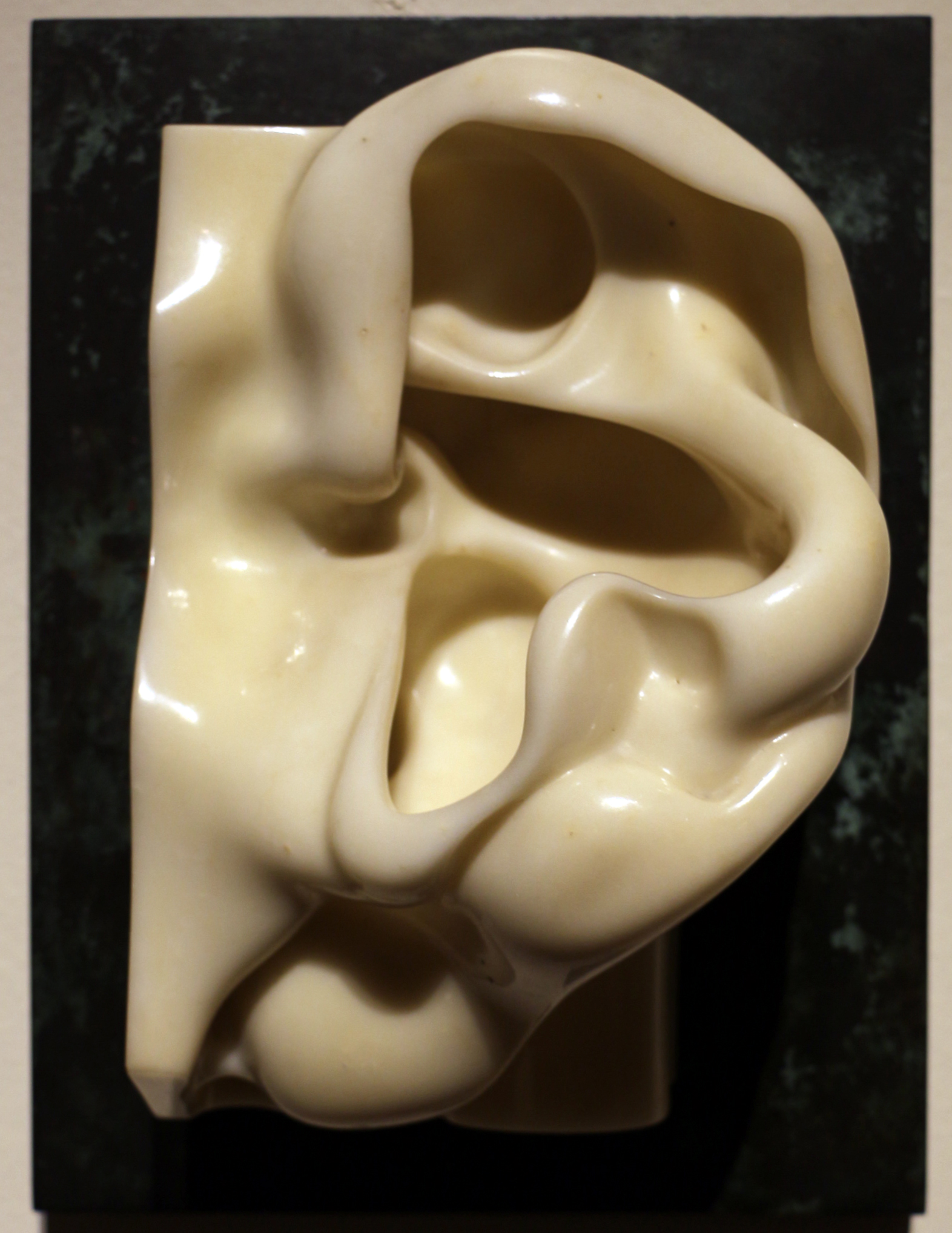
L'orecchio (1918-19)
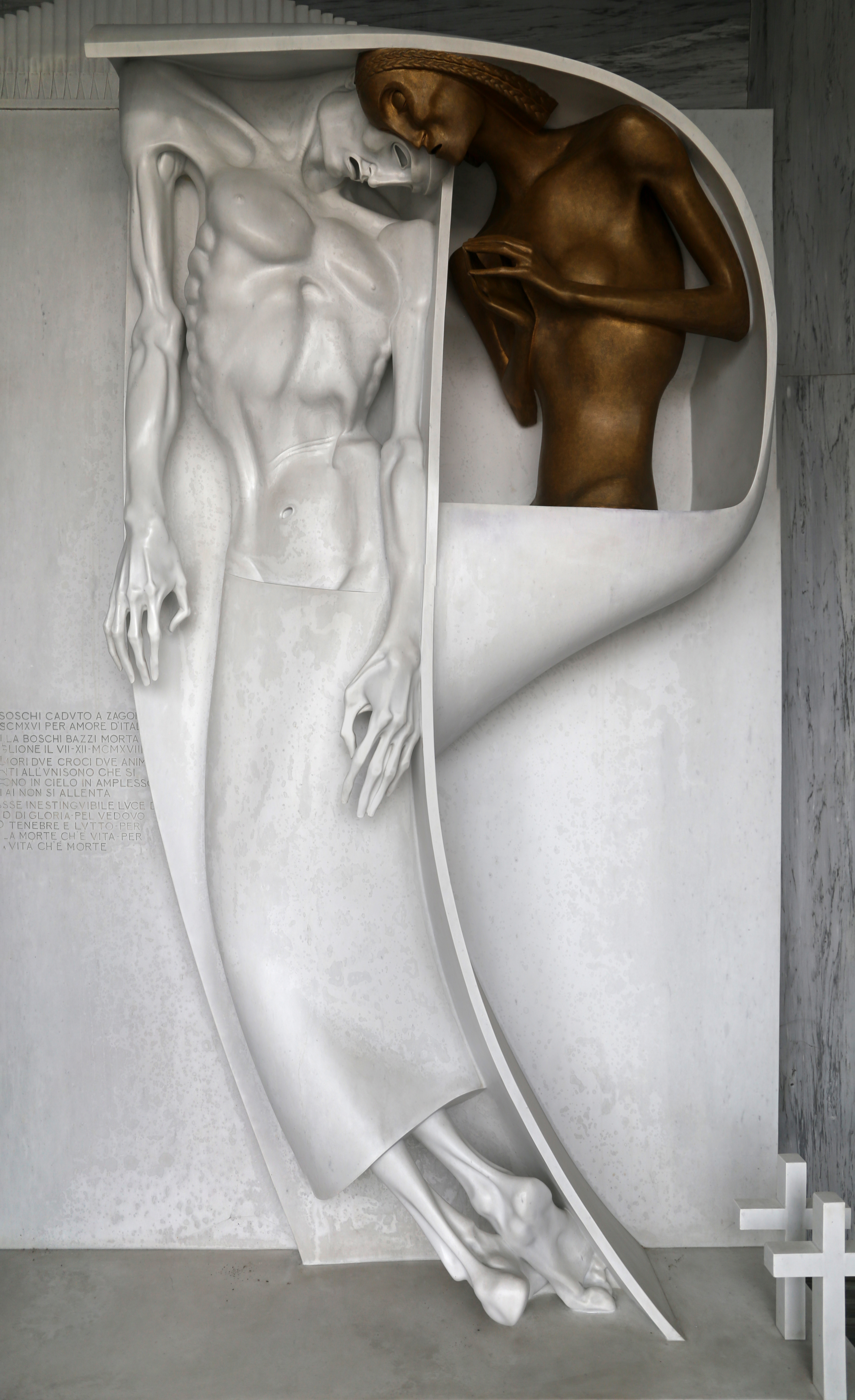
Monumento Boschi (1921)
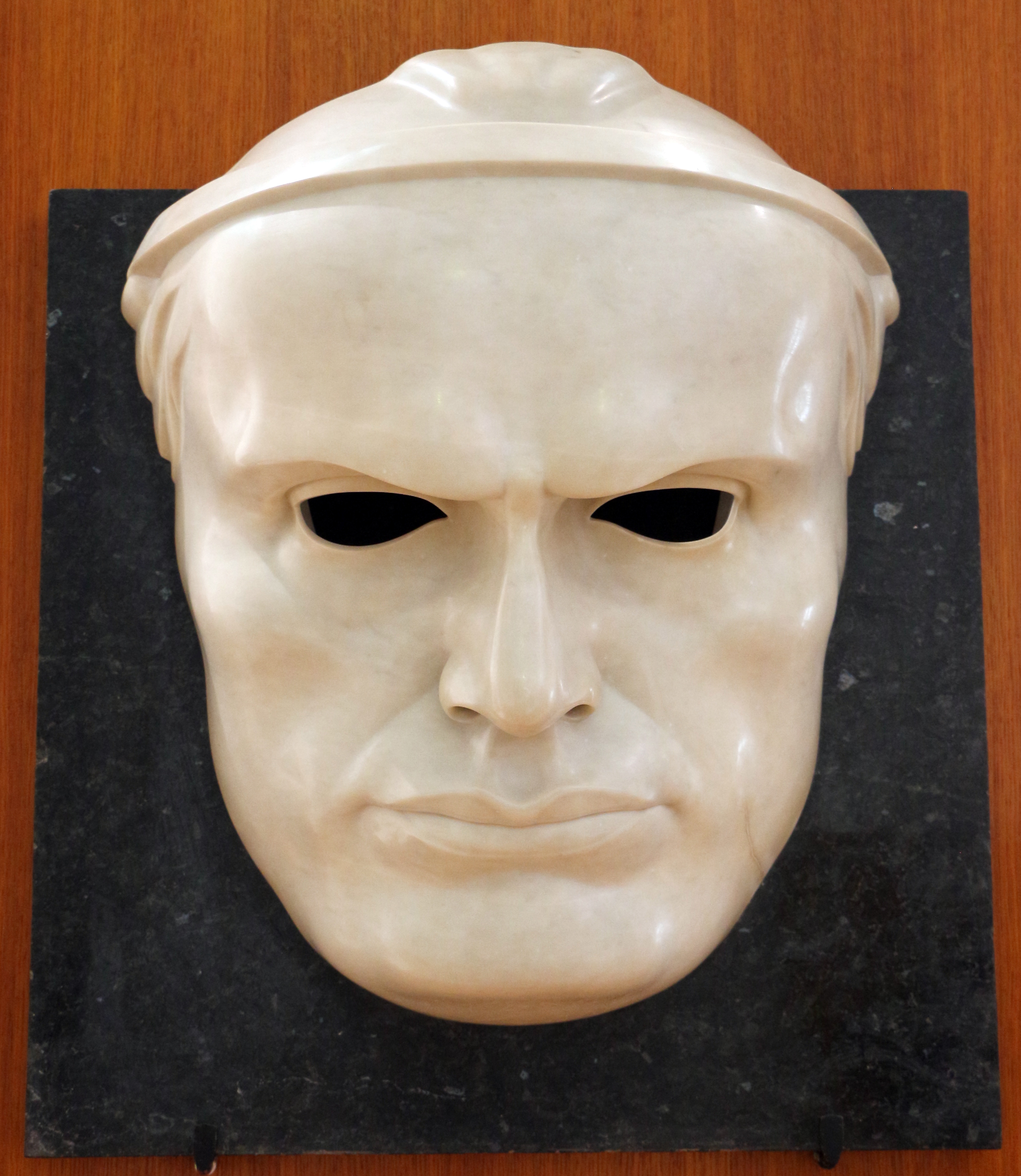
Benito Mussolini (Dux, il Duce) (1923)
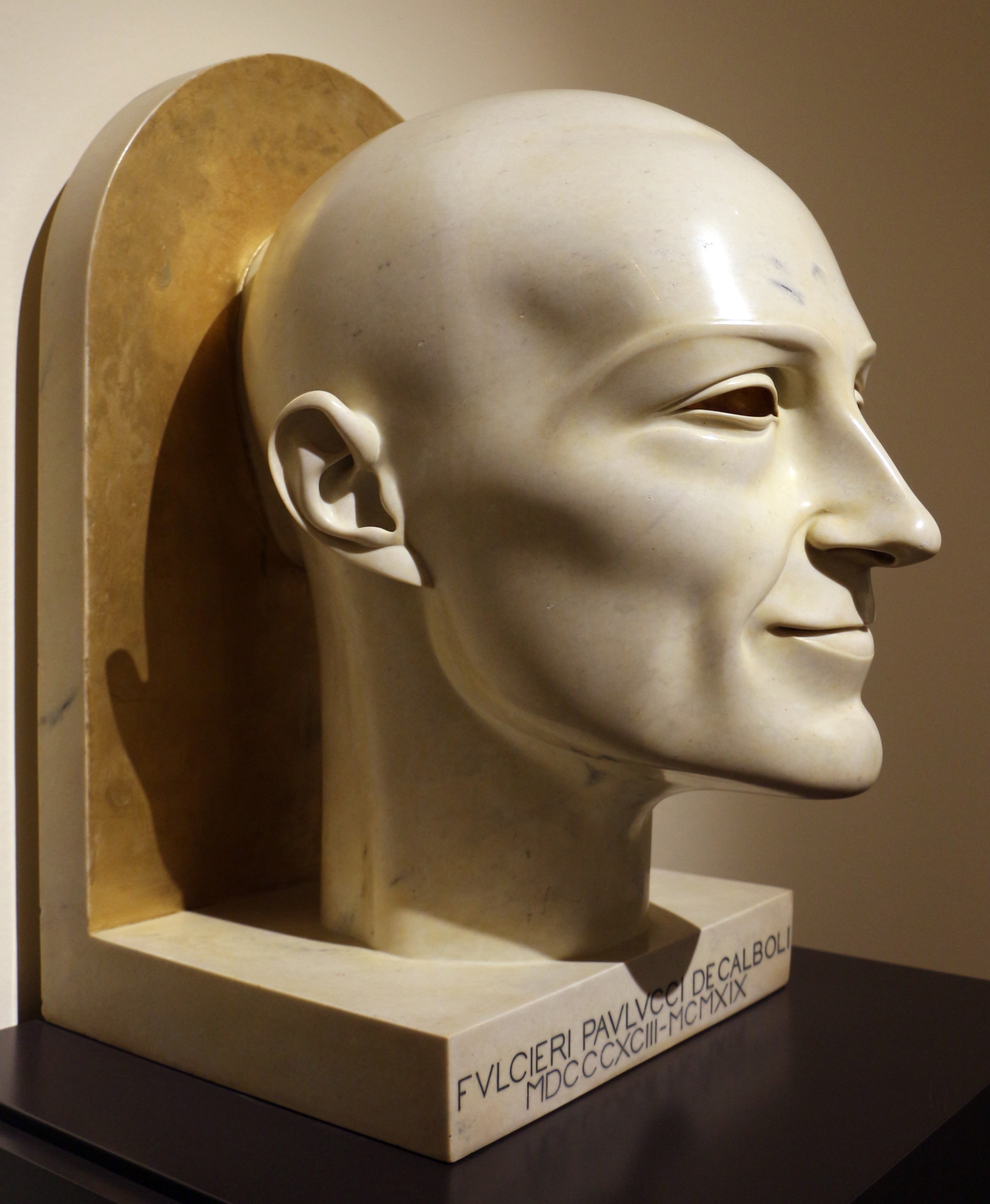
Fulcieri Paulucci de Calboli (1924)
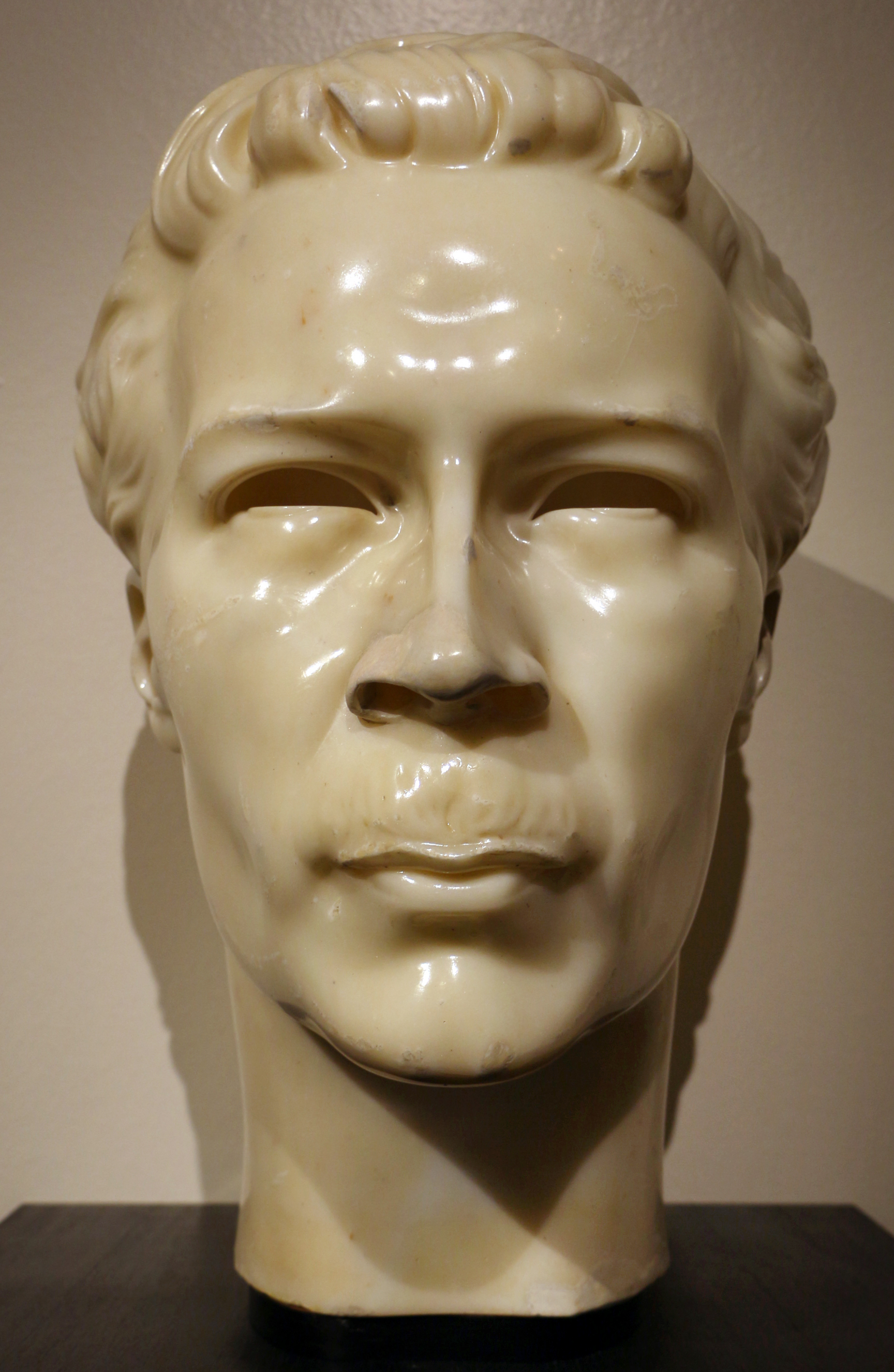
Nicola Bonservizi (1924-1925)
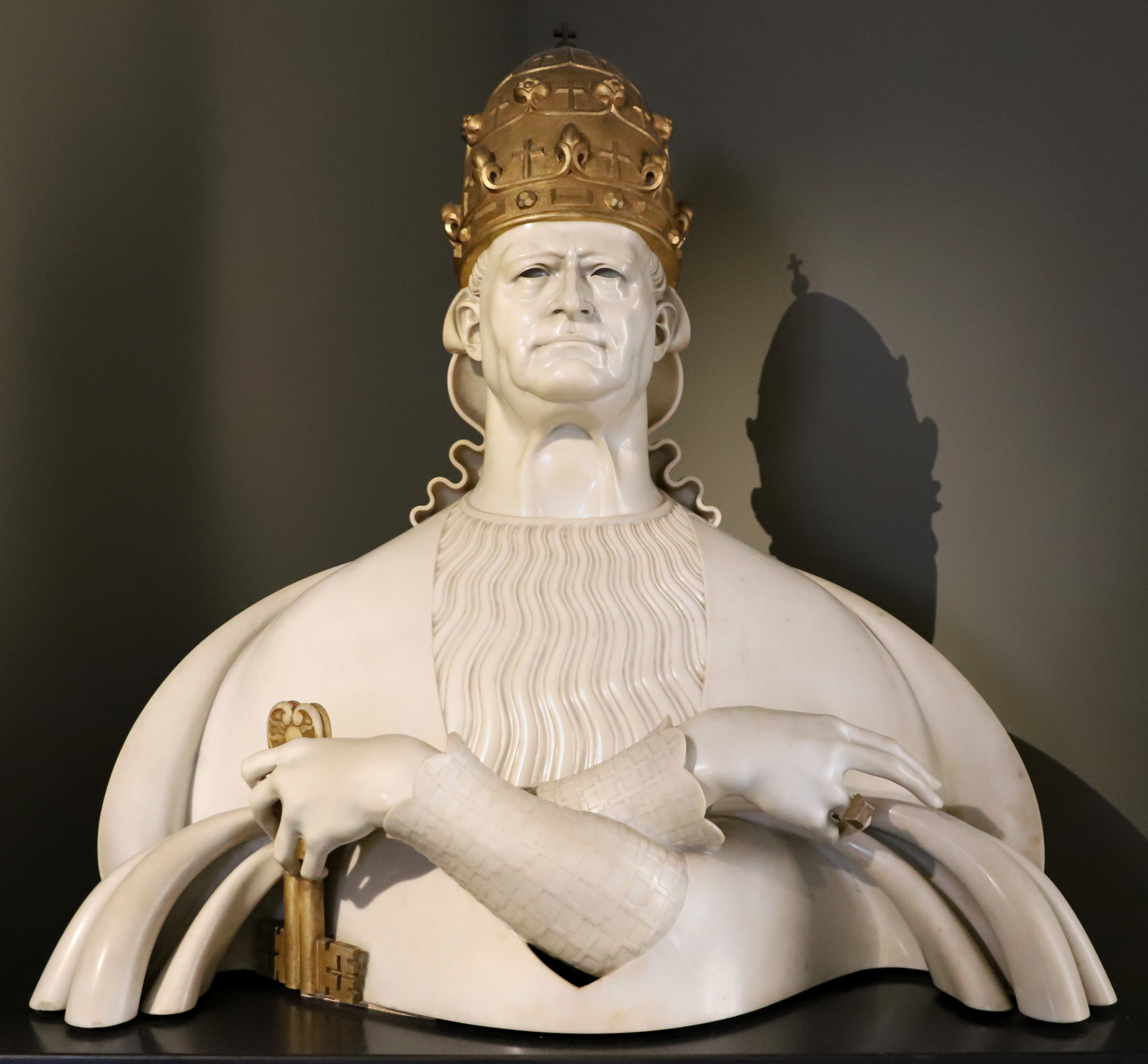
Pio XI (1926)
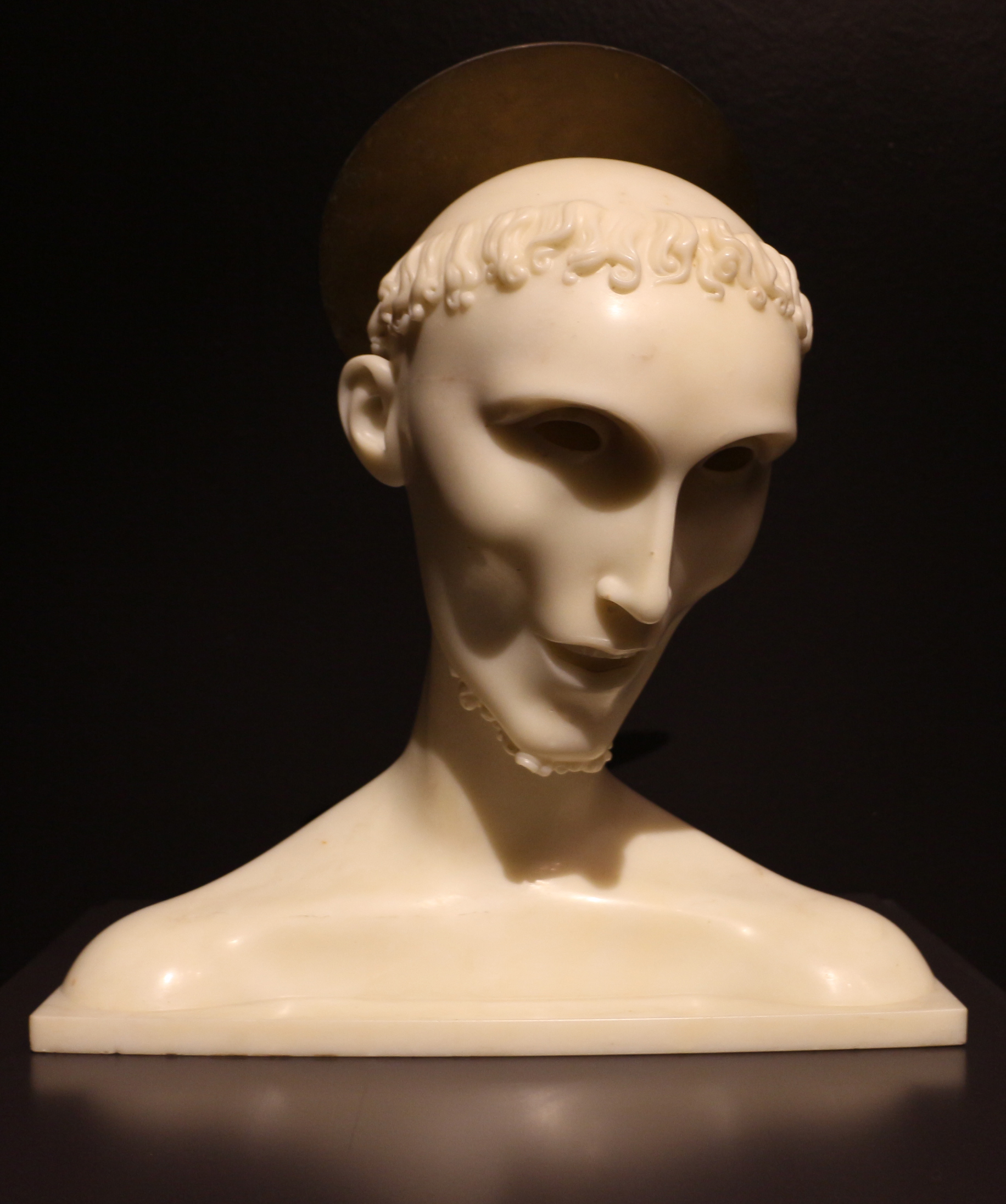
San Francesco (1926)
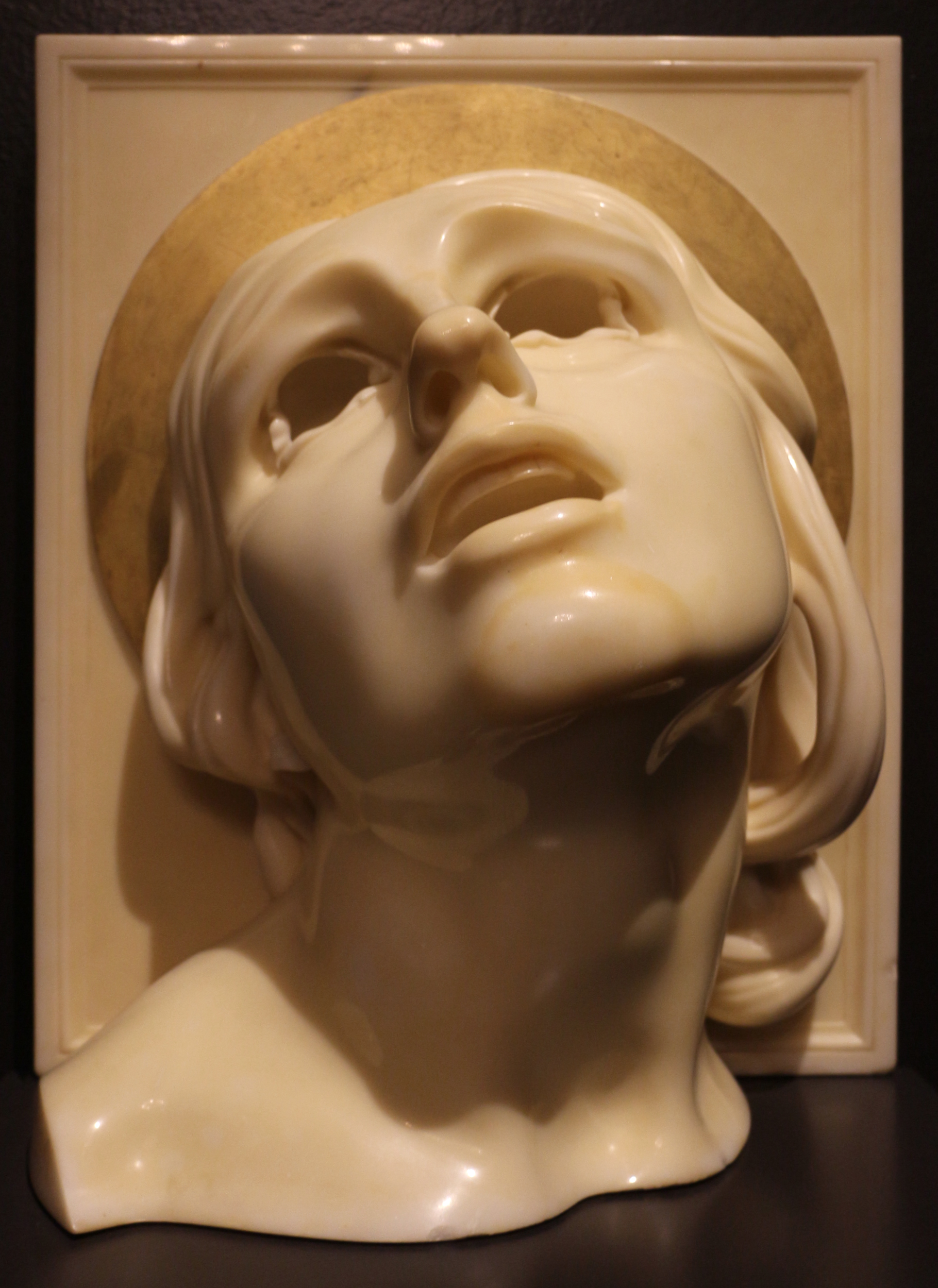
Santa Lucia (1926)
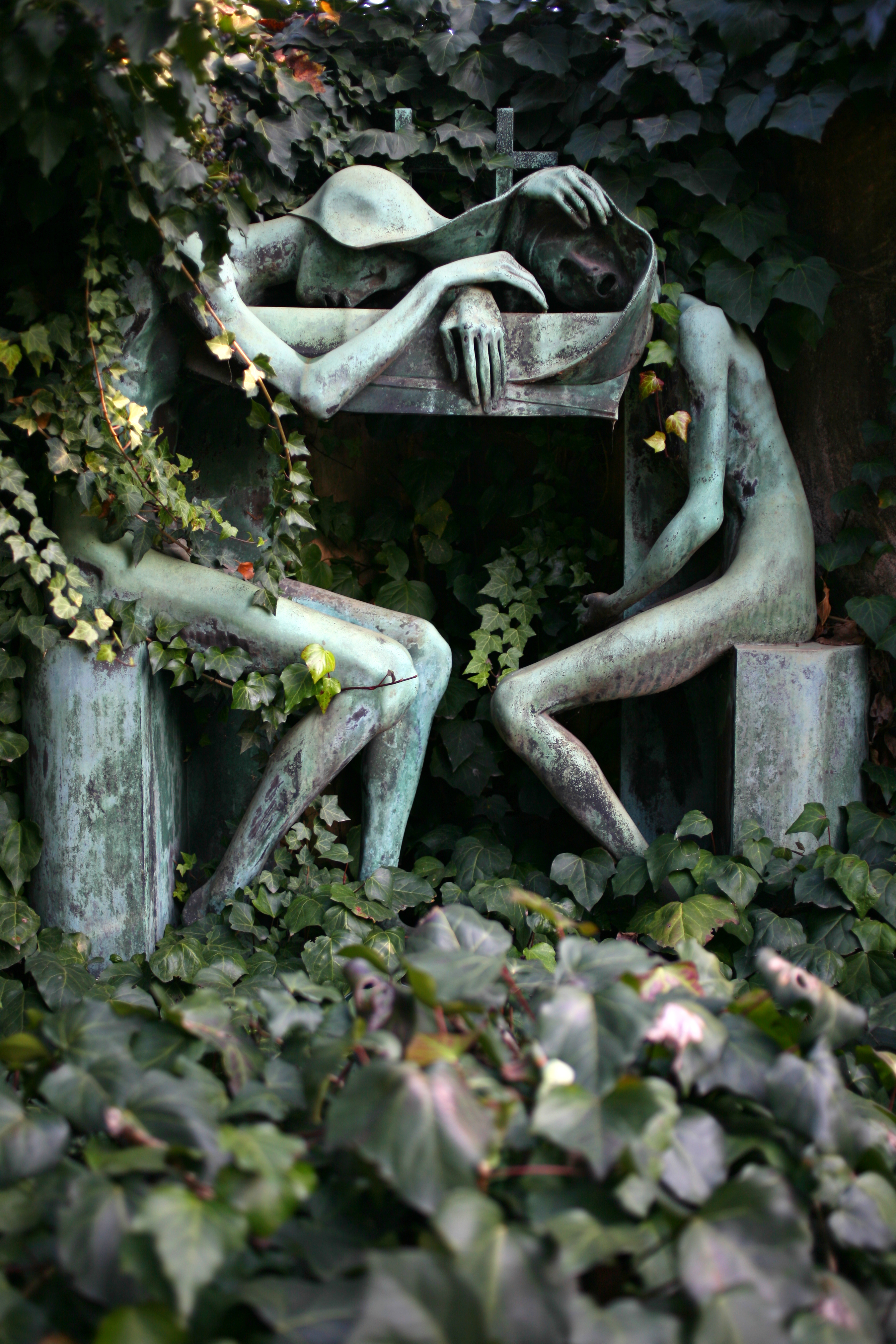
Monumento Bistoletti (1927)
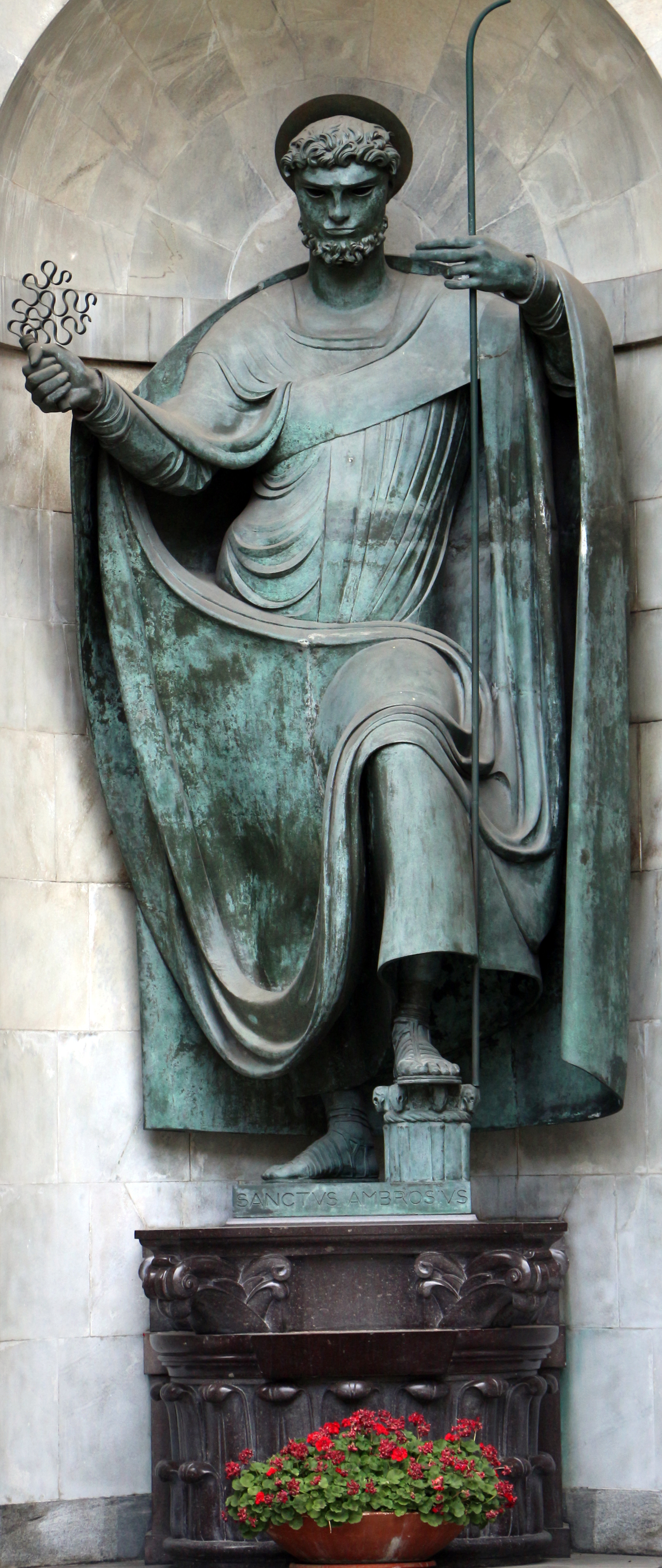
Sant'Ambrogio (1928)
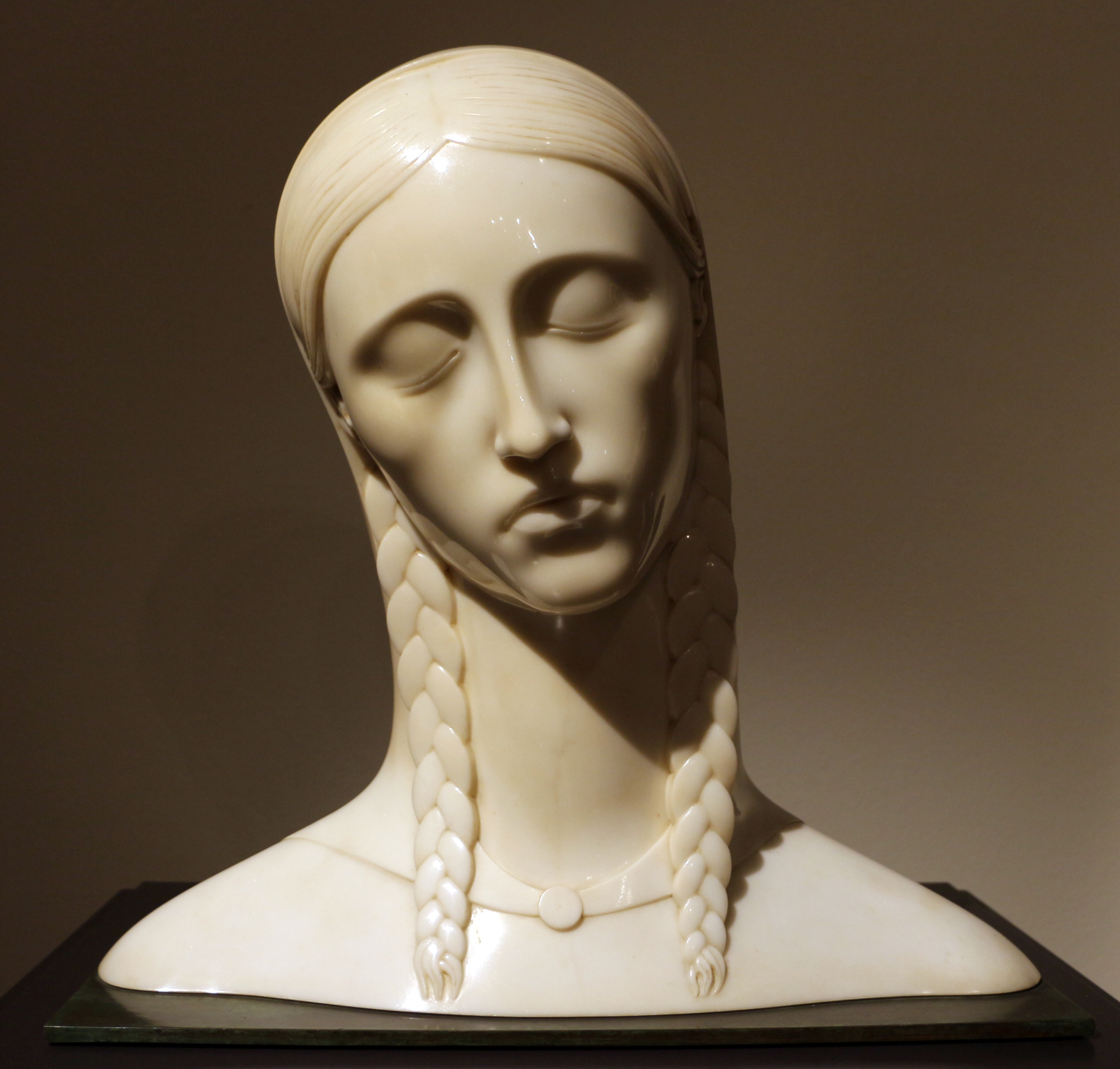
Madre (Madre Ravera) (1929)
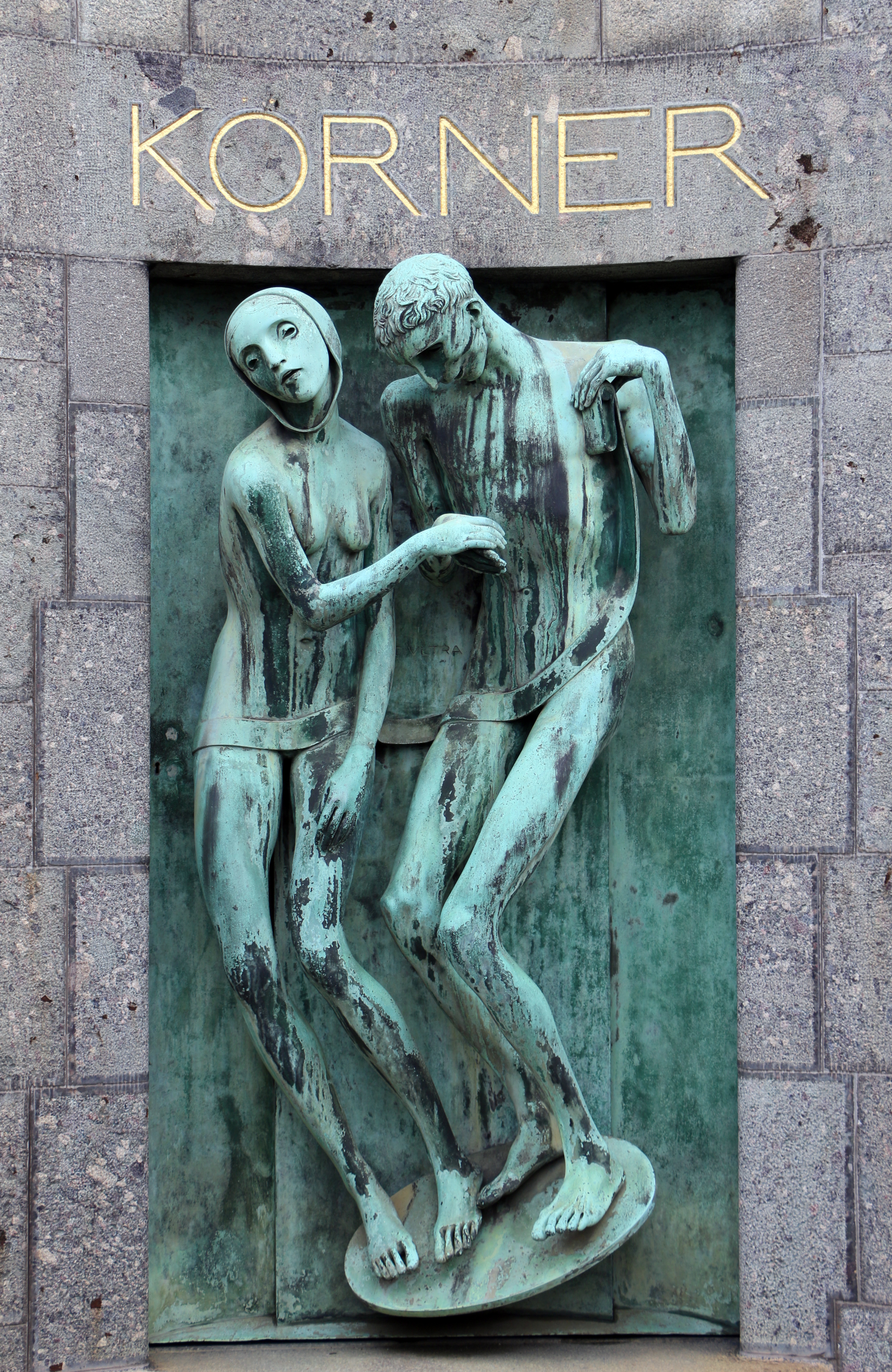
Et Ultra (monumento Körner) (1929)
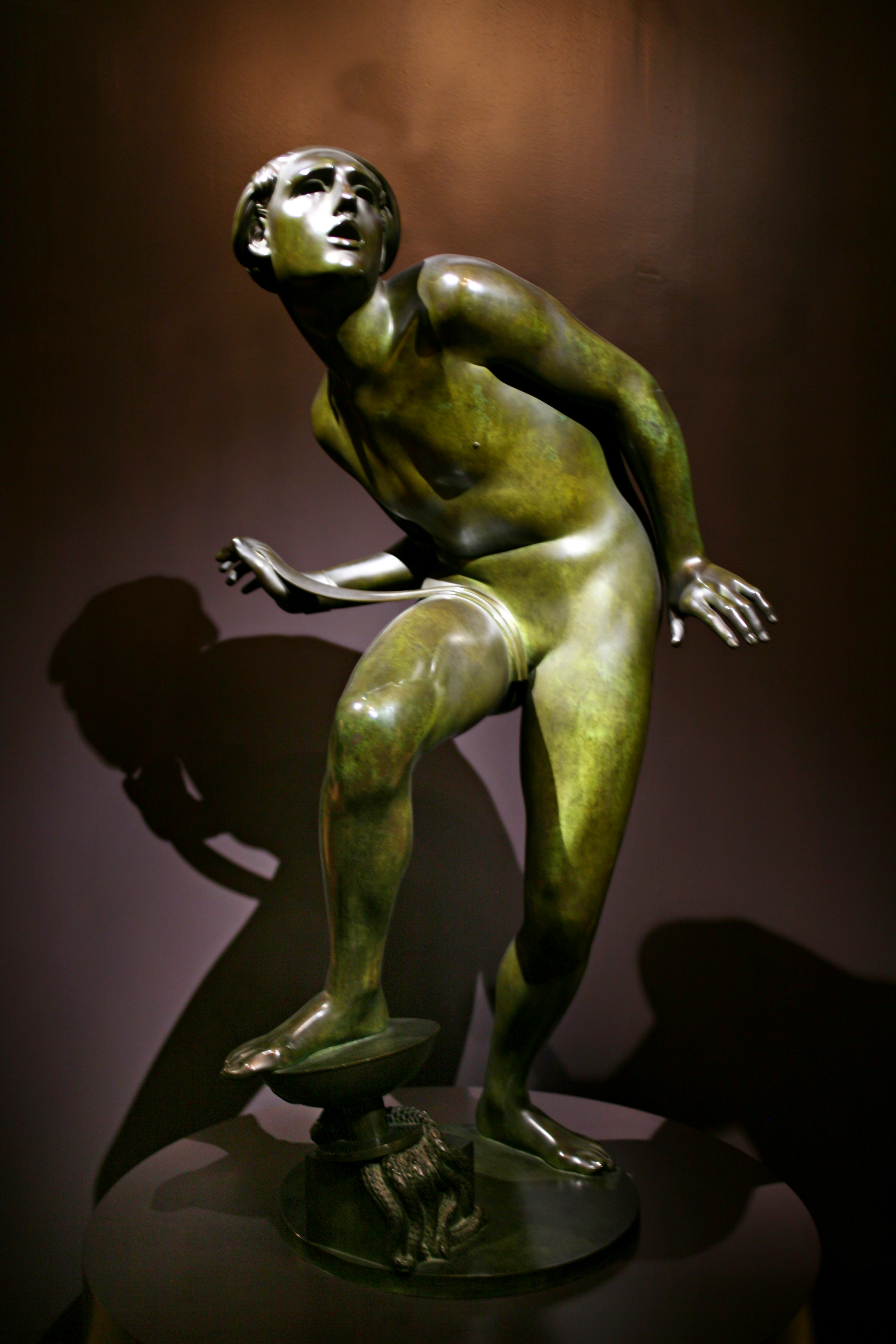
Parsifal (Il puro folle) (1930)
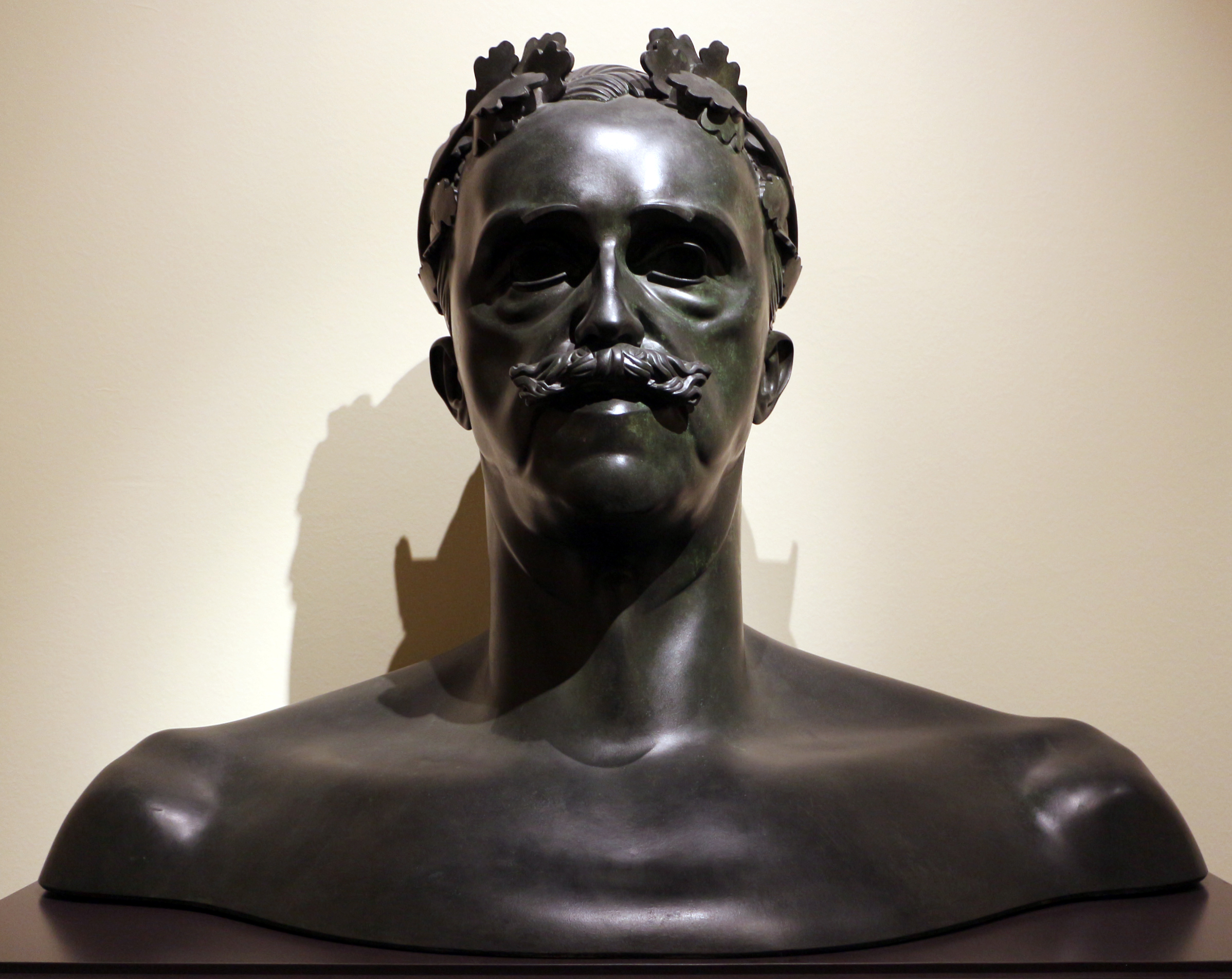
Re Vittorio Emanuele (1930)